# Ocells
|  | «Au» redirigeix aquí. Vegeu-ne altres significats a «Au (desambiguació)». |

|  | «Moixó» redirigeix aquí. Vegeu-ne altres significats a «Moixó (peix)». |

Els ocells, m(o)ixons o aus (Aves) són una classe de vertebrats bípedes de sang calenta que es caracteritzen per pondre ous de closca dura i per tenir plomes, un bec mancat de dents, un metabolisme ràpid, un cor de quatre cambres i un esquelet lleuger però robust. Viuen arreu del món i la seva mida va des dels 5 cm del colibrí nan abella fins als 2,75 m de l'estruç comú. N'hi ha unes 10.000 espècies vivents, més de la meitat de les quals són passeriformes. Els ocells tenen ales, que es desenvolupen en major o menor grau segons l'espècie. Els únics grups coneguts sense ales són els moes i els ocells elefant, tots dos extints. Les ales evolucionaren de potes anteriors i permeten volar a la gran majoria dels ocells, tot i que alguns n'han perdut la capacitat, com ara els ratites, els pingüins i algunes espècies endèmiques d'illes. Els aparells digestiu i respiratori dels ocells presenten adaptacions importants per al vol. A més a més, algunes espècies que habiten medis aquàtics, especialment els ocells marins i els ocells aquàtics, han evolucionat per nedar.
Els ocells són un grup de dinosaures teròpodes amb plomes i, de fet, els únics dinosaures vivents. Els seus parents vivents més propers són els crocodilians. Els ocells descendeixen dels avialats primitius (incloent-hi l'arqueòpterix) que aparegueren fa aproximadament 160 milions d'anys (Ma) en allò que avui en dia és la Xina. Les dades genètiques indiquen que els ocells moderns (neornites) evolucionaren durant el Cretaci mitjà a superior i es diversificaren molt al voltant de l'extinció del Cretaci-Paleogen (66 Ma), en la qual desaparegueren els pterosaures i els dinosaures no aviaris.
Moltes espècies socials transmeten els seus coneixements d'una generació a l'altra, fet que es considera una forma de cultura. Els ocells són socials i es comuniquen mitjançant senyals visuals, reclams i cants. Participen en comportaments socials, com ara la cria i la caça cooperatives, el comportament de bandada i l'assetjament dels depredadors. La immensa majoria d'espècies són socialment (però no necessàriament sexualment) monògames, normalment per una temporada d'aparellament, a vegades durant anys, però rarament per a tota la vida. Altres espècies segueixen un patró de poligínia (un mascle i diverses femelles) o, rarament, poliàndria (una femella i diversos mascles). Els ocells ponen ous que posteriorment són fertilitzats per reproducció sexual. En general, els ous es ponen en un niu i són covats pels seus progenitors. La majoria dels ocells tenen cura de les seves cries durant una llarga temporada després de l'eclosió dels ous.
Moltes espècies d'ocells són importants per a l'economia com a fonts d'aliment o com a matèries primeres per al sector secundari. S'obtenen ous, carn i plomes de diferents espècies domesticades i salvatges. Els ocells cantadors, els lloros i altres espècies són populars com a animals de companyia. Altres usos inclouen l'extracció de guano (excrements d'ocells) per utilitzar-lo com a fertilitzant. Els ocells apareixen en molts aspectes de la cultura humana. Des del segle xvii se n'han extingit unes 120-130 espècies com a resultat de l'activitat humana, i molts centenars abans d'aquesta data. Actualment, unes 1.200 espècies d'ocells estan amenaçades d'extinció per l'activitat humana, tot i que s'estan fent esforços per protegir-les. L'observació d'aus és una part important del sector del turisme ecològic.

## Evolució i taxonomia

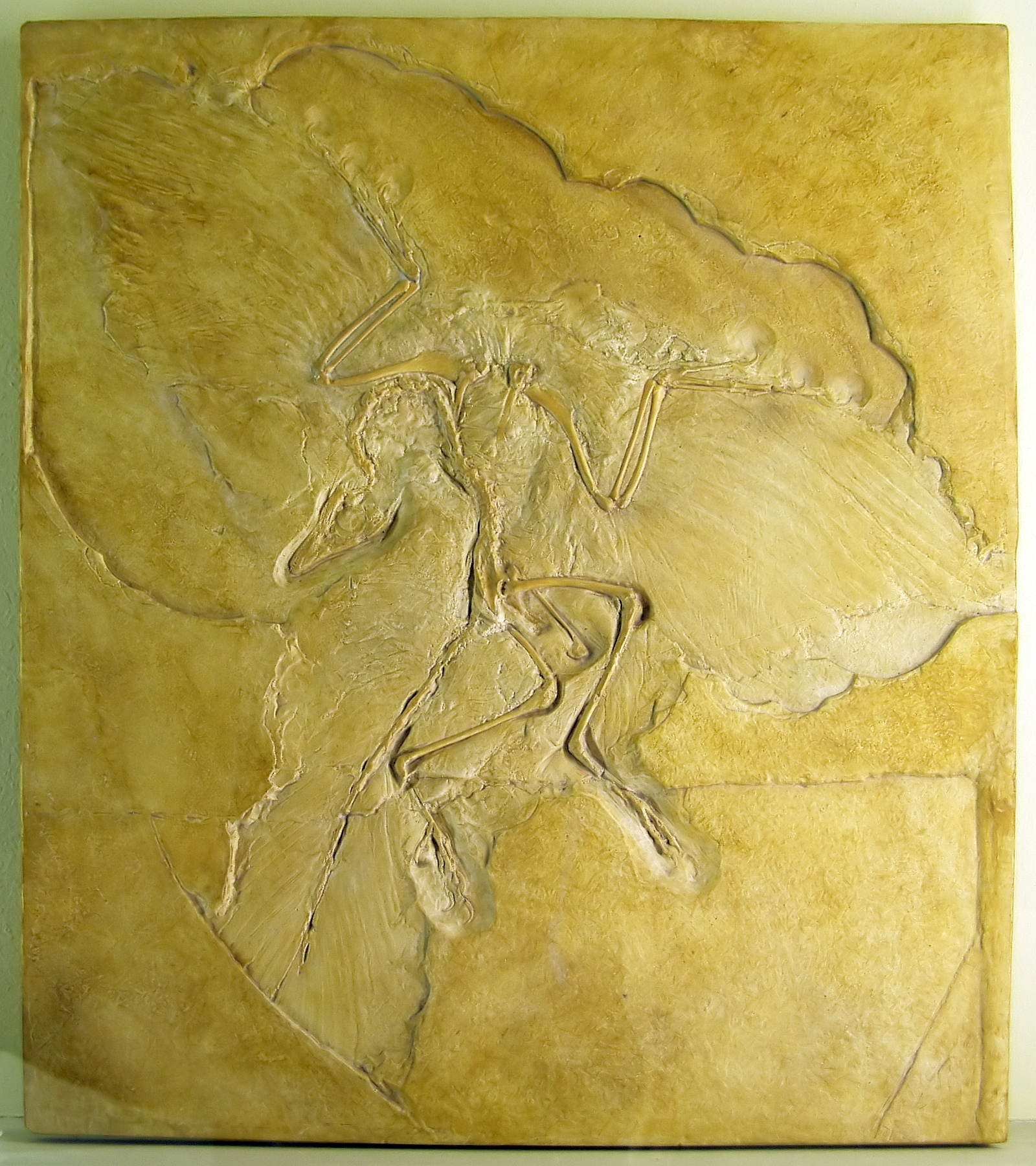
L'arqueòpterix sovint es considera l'ocell vertader més antic.

La primera classificació biològica dels ocells fou desenvolupada per Francis Willughby i John Ray a la seva obra Ornithologiae (1676). El 1758, Carl von Linné polí el seu treball per crear el sistema de classificació taxonòmica que encara es fa servir avui en dia. En la taxonomia linneana, els ocells constitueixen la classe Aves, que segons la taxonomia filogenètica se situa entre els dinosaures teròpodes.

### Definició
Els ocells i un dels seus grups germans, els crocodilians, són els únics representants vivents del clade reptilià dels arcosaures. A finals de la dècada del 1990, Aves se solia definir filogenèticament com el grup que incloïa tots els descendents de l'avantpassat comú més recent dels ocells moderns i Archaeopteryx lithographica. Tanmateix, a principis del segle xxi s'estengué una definició anterior proposada per Jacques Gauthier fins al punt que actualment és emprada per un gran nombre de científics, incloent-hi els defensors del sistema PhyloCode. Aquesta definició circumscriu Aves al grup terminal dels ocells moderns i n'exclou la majoria dels grups coneguts únicament a partir de fòssils, que es traslladen a un grup més ampli, els avialats, en part per evitar els dubtes sobre la classificació d'Archaeopteryx en relació amb animals que tradicionalment s'han considerat dinosaures teròpodes.
Gauthier i De Queiroz identificaren quatre definicions diferents del nom «Aves». Per tant, proposaren reservar «Aves» per al grup terminal que consisteix en l'últim avantpassat comú de tots els ocells vivents i tots els seus descendents, corresponent a la quarta definició de la llista següent. Així mateix, assignaren noms diferents als altres grups.
1. «Aves» es pot referir a tots els arcosaures més pròxims als ocells que als cocodrils (= Avemetatarsalia)
2. «Aves» es pot referir als arcosaures avançats amb plomes (= Avifilopluma)
3. «Aves» es pot referir als dinosaures amb plomes capaços de volar (= Avialae)
4. «Aves» es pot referir a l'últim avantpassat comú de tots els ocells vivents i tots els seus descendents (un «grup terminal» que, en aquest sentit, és sinònim de Neornithes)

La quarta definició exclou l'arqueòpterix, tradicionalment considerat un dels primers ocells, i el situa entre els dinosaures no aviaris. Aquestes propostes han estat adoptades per nombrosos investigadors en els camps de la paleontologia i l'evolució dels ocells, tot i que els detalls exactes de les definicions varien. Els investigadors sovint fan servir Avialae, proposat originalment per recollir els grups fòssils que tradicionalment s'havien inclòs a Aves, com a sinònim del nom comú «ocell».
La majoria d'investigadors defineixen els avialats com a grup troncal, tot i que no tots fan servir les mateixes definicions. Molts científics empren una definició similar a «tots els teròpodes més propers als ocells que a Deinonychus», tot afegint Troodon com a segon especificador extern en cas que sigui més proper als ocells que a Deinonychus. De vegades, es defineix com a clade basat en apomorfies, és a dir, basant-se en caràcters físics. El 2001, Gauthier redescrigué els avialats com a tots els dinosaures que tenen ales amb plomes que es fan servir per volar, juntament amb tots els seus descendents.
Malgrat que la definició d'Aves com a grup terminal és una de les més esteses, no ha estat exempta de crítiques. El 1977, Lee i Spencer argüiren que aquesta definició no milloraria l'estabilitat del clade i que sempre hi hauria un cert grau d'incertesa sobre el contingut exacte d'Aves, car tots els clades definits (formin un grup terminal o no) tenen poques sinapomorfies que serveixin per distingir-los dels seus parents més propers.

### Dinosaures i origen dels ocells
Les proves fòssils i biològiques han generat un ampli consens entre els científics que els ocells són un subgrup especialitzat de dinosaures teròpodes i, concretament, de maniraptors, un grup de teròpodes que inclou els dromeosàurids i els oviraptorosaures, entre d'altres. La descripció de nous teròpodes propers als ocells ha anat difuminant la línia que separa els dinosaures no aviaris dels ocells. Els descobriments recents a la província de Liaoning (nord-est de la Xina), entre els quals hi ha nombrosos dinosaures plumífers de petites dimensions, han contribuït a aquesta incertesa.
El consens en la paleontologia actual és que els teròpodes voladors o avialats són els parents més propers dels dinonicosaures, que comprenen els dromeosàurids i els troodòntids. En conjunt, formen el clade dels paraus. Alguns dinonicosaures basals, com ara Microraptor, presenten caràcters que tal vegada els servien per planar i fins i tot per volar. Els dinonicosaures més basals de tots eren diminuts. Per tant, és possible que l'avantpassat dels paraus fos un animal arborícola, capaç de planar, o les dues coses.
L'arqueòpterix, del Juràssic superior, és conegut per ser un dels primers fòssils de transició que es descobriren i contribuí a apuntalar la teoria de l'evolució a la darreria del segle xix. Fou el primer fòssil amb una combinació de caràcters reptilians típics, com ara dents, dits amb urpes i una cua llarga com la de les sargantanes, i ales dotades de plomes de vol com les dels ocells moderns. Encara que no era avantpassat directe dels ocells, potser sí que era un parent proper d'aquest avantpassat.

### Orígens evolutius

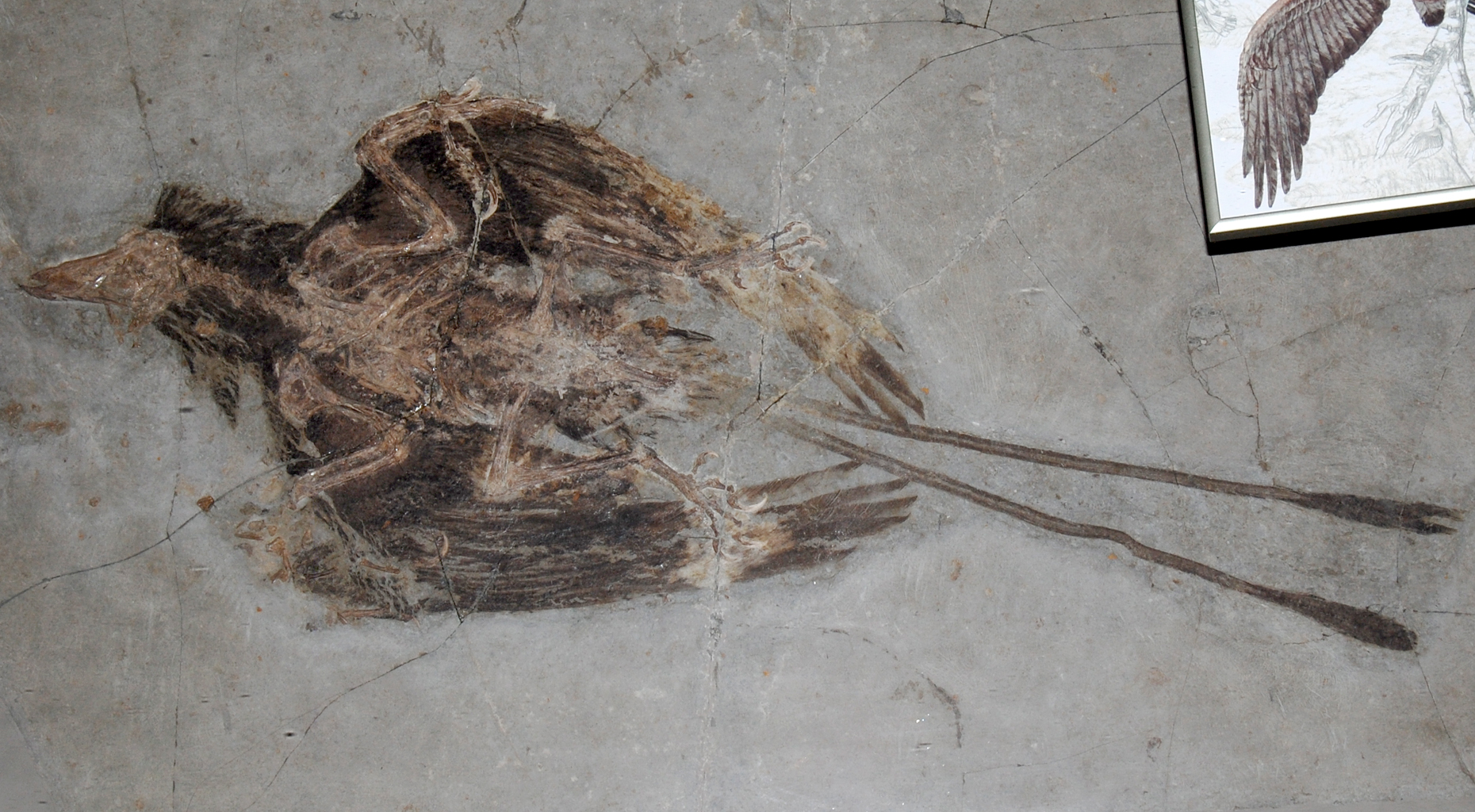
Els confuciusornítids, del Cretaci inferior de la Xina, són els ocells dotats de bec més antics coneguts.

Gairebé la meitat dels caràcters distintius dels ocells moderns evolucionaren durant els 60 milions d'anys que separen els primers arcosaures del llinatge dels ocells i els primers maniraptoromorfs, és a dir, els primers dinosaures que tenien una relació més propera amb els ocells d'avui en dia que amb Tyrannosaurus rex. És possible que la desaparició dels osteodermes típics dels altres arcosaures i el desenvolupament de plomes primitives fossin una de les primeres fites d'aquesta transició. En els 40 milions d'anys posteriors a l'aparició dels maniraptoromorfs hi hagué una tendència evolutiva cap a una mida cada vegada més petita i una major conservació de caràcters propis de la joventut en individus adults. L'hipercarnivorisme esdevingué cada vegada menys freqüent, el neurocrani més gros i les potes anteriors més llargues.
Els ocells es diversificaren en una gran varietat de formes durant el període Cretaci. Molts grups conservaren característiques primitives, com ara ales amb urpes i dents, tot i que aquestes últimes desaparegueren de manera independent en diversos grups d'ocells, incloent-hi els ocells moderns. Mentre que les primeres formes, com ara l'arqueòpterix o Jeholornis, conservaren la llarga cua òssia dels seus avantpassats, la cua dels ocells més avançats s'escurçà amb l'aparició de l'os pigostil dins del clade Pygostilia.
El primer llinatge gran i divers d'ocells de cua curta en evolucionar foren els enantiornis, o «ocells a l'inrevés», anomenats així perquè la configuració dels seus ossos de l'espatlla era la inversa de la dels ocells actuals. Els enantiornis ocupaven una gran varietat de nínxols ecològics, des de limícoles que vivien a la sorra i ocells piscívors fins a formes arborícoles o granívores. Alguns llinatges més avançats també s'especialitzaren a menjar peixos, com ara la subclasse físicament semblant a les gavines dels ictiornis. Un ordre d'ocells marins del Mesozoic, els hesperornitiformes, s'adaptaren tant a caçar peixos en ambients marins que perderen la capacitat de volar i esdevingueren principalment aquàtics. Malgrat les seves extremes especialitzacions, els hesperornitiformes representen alguns dels parents més propers dels ocells moderns.

### Radiació dels ocells moderns
Gràcies al descobriment de Vegavis, actualment, se sap que la subclasse dels neornis (que conté tots els ocells moderns) ja havia evolucionat en alguns llinatges bàsics a la fi del Cretaci i està dividida en dos superordres, els paleògnats i els neògnats. Els paleògnats inclouen els tinamús de Sud-amèrica i Mesoamèrica, així com els estrucioniformes. La divergència basal de la resta de neògnats fou la dels gal·loanseris, el superordre que conté els anseriformes (ànecs, oques, cignes i txajans) i els gal·liformes (faisans, tetraonins i similars, juntament amb els megapòdids i els guans i similars). Les dates de les divergències són molt debatudes pels científics. Hi ha consens que els neornis evolucionaren el Cretaci, i que la separació entre els gal·loanseris i la resta de neògnats es produí abans de l'extinció K-Pg, però hi ha opinions diferents sobre si la radiació dels altres neògnats es produí abans o després de l'extinció de la resta de dinosaures. Aquest desacord és causat en part per una discrepància en les proves; la datació molecular suggereix una radiació al Cretaci, mentre que les proves fòssils recolzen una radiació al Terciari.
La classificació dels ocells és un tema polèmic. La Phylogeny and Classification of Birds (1990) de Sibley i Ahlquist és una obra de referència en la classificació dels ocells, tot i que sovint és debatuda. Gran part de les proves semblen suggerir que l'assignació d'ordres és correcta, però els científics no es posen d'acord sobre les relacions entre els ordres mateixos; s'han utilitzat proves de l'anatomia dels ocells moderns, de fòssils i d'ADN, però no ha emergit cap consens clar. Més recentment, noves proves fòssils i moleculars estan oferint una visió cada vegada més clara de l'evolució dels ordres moderns d'ocells.

#### Classificació dels ordres moderns
Tot seguit es pot observar una llista dels ordres taxonòmics de la subclasse dels neornis, o ocells moderns. Aquesta llista utilitza la classificació tradicional («ordre de Clements»), revisada per la classificació de Sibley-Monroe.
Subclasse Neornithes

Paleognathae:
- Struthioniformes—estruços, emús, kiwis i similars
- Tinamiformes—tinamús

Neognathae:
- Anseriformes—ànecs, oques, cignes i similars
- Galliformes—paons, galls, galls dindis, faisans i similars
- Charadriiformes—gavines, turnícids, corriols i similars
- Gaviiformes—calàbries
- Podicipediformes—cabussets i cabussons
- Procellariiformes—albatrossos, petrells i similars
- Sphenisciformes—pingüins
- Pelecaniformes—pelicans i similars
- Phaethontiformes—faetons
- Ciconiiformes—cigonyes i similars
- Cathartiformes—voltors del Nou Món
- Phoenicopteriformes—flamencs
- Falconiformes—falcons, àguiles, aligots i similars
- Gruiformes—grues i similars
- Pteroclidiformes—gangues i xurres
- Columbiformes—coloms
- Psittaciformes—lloros i similars
- Cuculiformes—cucuts i turacs
- Opisthocomiformes—hoatzin
- Strigiformes—mussols i òlibes
- Caprimulgiformes—enganyapastors i similars
- Apodiformes—falciots i colibrís
- Coraciiformes—alcions, blauets i similars
- Piciformes—picots i similars
- Trogoniformes—trogons
- Coliiformes—colis
- Passeriformes—passerins

La classificació radicalment diferent de Sibley-Monroe (taxonomia de Sibley-Ahlquist), basada en dades moleculars, ha estat àmpliament adoptada en alguns aspectes, car les proves recents moleculars, fòssils i anatòmiques recolzen els gal·loanseris, per exemple.

## Distribució

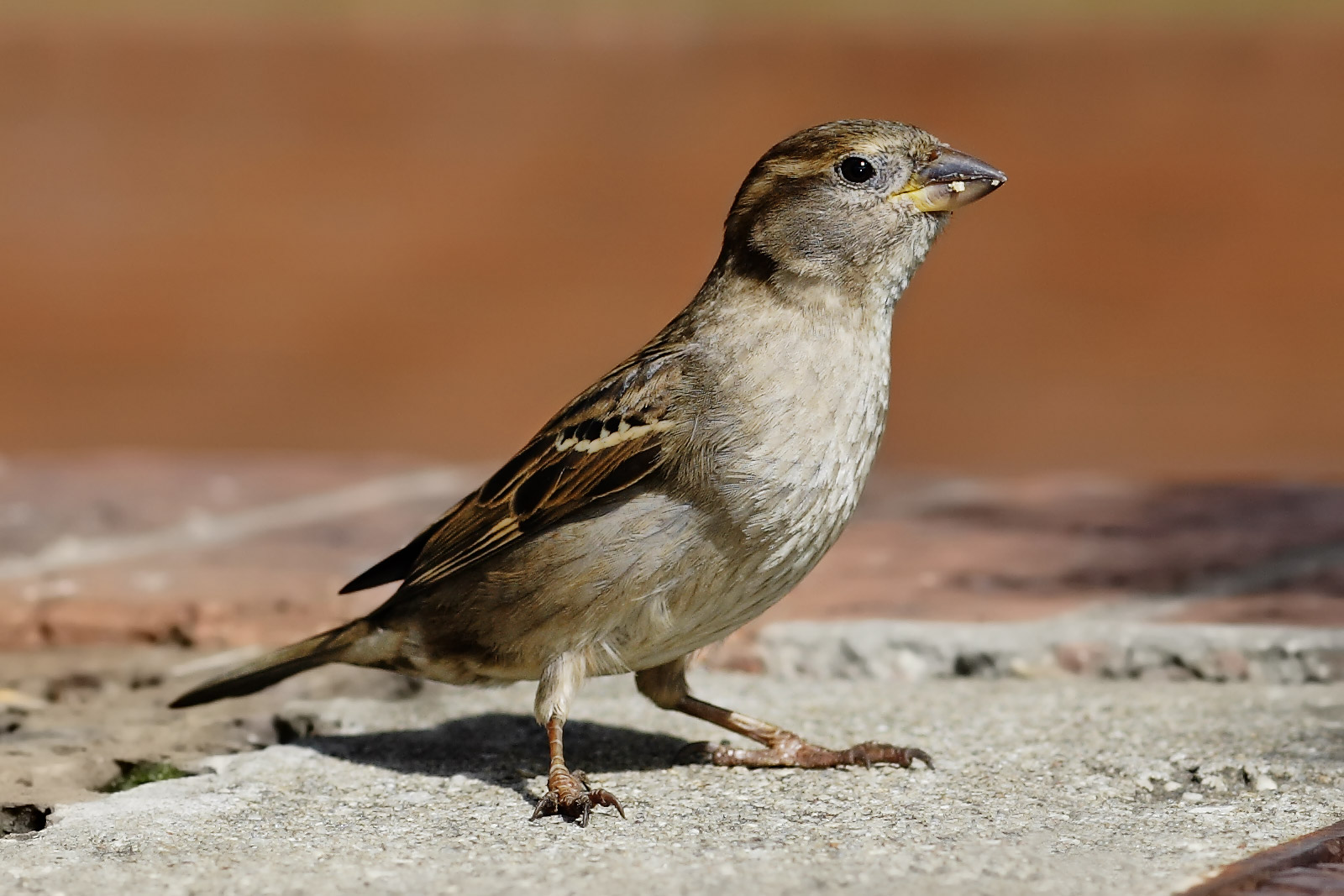
La distribució del pardal ha crescut dràsticament gràcies a les activitats humanes. És el que es diu un hemeròfil.

Els ocells viuen i crien a la major part dels hàbitats terrestres i als set continents, arribant al seu extrem meridional a les colònies de cria del petrell de les neus, fins a 440 km terra endins de l'Antàrtida. La diversitat més elevada d'ocells es dona a les regions tropicals. Antigament, es creia que aquesta gran diversitat era el resultat d'una taxa d'especiació més elevada als tròpics, però estudis recents han trobat taxes d'especiació més elevades a les latituds altes, que són compensades per taxes d'extinció més elevades que les dels tròpics. Diverses famílies d'ocells s'han adaptat a la vida tant a sobre dels oceans com a dins seu; algunes espècies d'ocell marí només venen a terra per criar, i s'han observat pingüins capbussant-se fins a profunditats de 300 metres.
Moltes espècies d'ocells han establert poblacions de cria en àrees en què han estat introduïdes pels humans. Algunes d'aquestes introduccions s'han fet expressament: el faisà comú, per exemple, ha estat introduït arreu del món com a ocell cinegètic o de caça. D'altres han estat accidentals, com ara l'assentament de cotorretes de pit gris salvatges a diverses ciutats nord-americanes després que s'escapessin de la captivitat. Algunes espècies, incloent-hi l'esplugabous, el caracarà de cap groc i la cacatua galah, s'han estès naturalment molt més enllà de la seva distribució original, a mesura que les pràctiques agrícoles els creaven nous hàbitats apropiats.

## Anatomia i fisiologia

Anatomia externa (topografia) d'un ocell (aquí, la fredeluga malabar): 1 Bec, 2 Capell, coroneta o pili (part superior del cap), 3 Anell ocular, 4 Iris, 5 Mantell (seguit mes avall pel dors i finalment el carpó - aquí sota l'ala); Plomes de les ales: 6 Cobertores petites, 7 Escapulars, 8 Cobertores grans, 9 Rèmiges terciàries, 10 Rèmiges primàries o secundàries (sobre el carpó), 11 Rèmiges primàries de l'ala cobrint les rectrius (plomes) de la cua; 12 Cul, seguit d'infracobertores caudals (plomes cobertores de sota la cua), 13 Cuixa, 14 Articulació tibio-tarsal, 15 Tars (part inferior de la pota), 16 Peu (amb els seus dits anteriors i ungles, sense dit posterior aquí), 17 Tíbia (part superior de la pota), 18 Ventre (abdomen), 19 Flanc (costat del cos), 20 Pit, 21 Gorja, 22 Mentó o barbó (en aquest cas, la fredeluga malabar té una "carúncula", una excrescència carnosa com una barballera, que porta com si fos un "bigoti" o una "subbigotera"), 23. Aquesta marca es diu franja ocular.

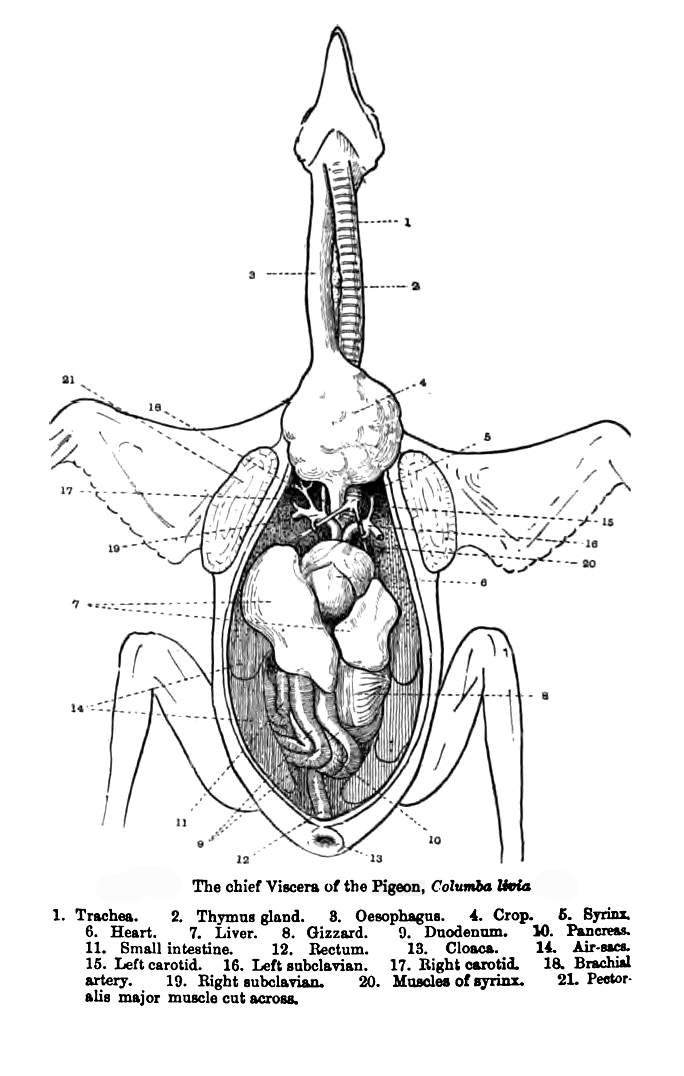
Vísceres d'un colom: 1 Tràquea, 2 Tim, 3 Esòfag, 4 Pap, 5 Siringe, 6 Cor, 7 Fetge, 8 Pedrer, 9 Duodè, 10 Pàncrees, 11 Intestí prim, 12 Recte, 13 Cloaca, 14 Sacs aeris, 15 Caròtide esquerra, 16 Subclàvia esquerra, 17 Caròtide dreta, 18 Artèria braquial, 19 Subclàvia dreta, 20 Músculs de la siringe, 21 Perfil transversal del pectoral major

En comparació amb els altres vertebrats, els ocells tenen un pla corporal que presenta moltes adaptacions inusuals, majoritàriament, per facilitar-los el vol.
L'esquelet es compon d'ossos molt lleugers. Tenen unes grans cavitats plenes d'aire (anomenades cavitats pneumàtiques) que es connecten amb el sistema respiratori. Els ossos del crani estan fusionats i no presenten sutures cranials. Les òrbites són grans i estan separades per un septe ossi. La columna vertebral té regions cervical, toràcica, lumbar i caudal, sent el nombre de vèrtebres cervicals (del coll) molt variables i el seu moviment especialment flexible, però el moviment està reduït a les vèrtebres toràciques anteriors i absent a les vèrtebres posteriors. Les últimes estan fusionades amb la pelvis per formar el sinsacre. Les costelles estan aplanades i l'estèrnum està configurat perquè s'hi ancorin els músculs del vol, excepte en els ordres d'ocells no voladors. Les potes anteriors estan modificades en ales.
Com els rèptils, els ocells són principalment uricotèlics, és a dir, els seus ronyons extreuen residus nitrogenosos del flux sanguini i l'excreten en forma d'àcid úric, en lloc d'urea o amoníac, a l'intestí a través dels urèters. Els ocells no tenen bufeta urinària ni una obertura uretral exterior, de manera que l'àcid úric és excretat juntament amb els fems en forma de residu semisòlid. Tanmateix, ocells com ara els colibrís poden ser facultativament amonotèlics, excretant gran part dels residus nitrogenosos en forma d'amoníac. També excreten creatina, en lloc de creatinina, que és el que excreten els mamífers. Aquest material, igual que el que treuen els intestins, emergeix de la cloaca de l'ocell. La cloaca és una obertura amb múltiples funcions: s'hi expulsen residus, els ocells s'aparellen unint les cloaques i les femelles la fan servir per pondre els ous. A més, moltes espècies d'ocells regurgiten egagròpiles. L'aparell digestiu dels ocells és únic, amb un pap per l'emmagatzemament i un pedrer que conté pedres que l'ocell s'ha empassat, i que molen l'aliment per compensar la manca de dents. La major part dels ocells són altament adaptats a una digestió ràpida per ajudar-los en el vol. Alguns ocells migratoris s'han adaptat per utilitzar proteïna de moltes parts del seu cos, incloent-hi proteïna dels intestins, com a energia addicional durant la migració.
Els ocells tenen un dels aparells respiratoris més complexos de tots els grups d'animals. Durant la inhalació, un 75% de l'aire fresc passa de llarg dels pulmons i flueix directament dins un sac aeri que s'estén des dels pulmons i es connecta amb espais aeris dins els ossos i els omple d'aire. L'altre 25% de l'aire va directament als pulmons. Quan l'ocell exhala, l'aire utilitzat surt dels pulmons i l'aire fresc emmagatzemat dins el sac aeri posterior és simultàniament forçat cap als pulmons. Així doncs, els pulmons d'un ocell reben un subministrament constant d'aire fresc tant durant la inhalació com l'exhalació. La producció de sons es fa mitjançant la siringe, una cambra muscular amb diverses membranes timpàniques que es troba a l'extrem inferior de la tràquea, d'on se separa. El cor d'un ocell té quatre cambres, i l'arc aòrtic dret dona origen a la circulació sistèmica (a diferència dels mamífers, en què està implicat l'arc esquerre). La postcava rep sang de les extremitats a través del sistema portal renal. A diferència dels mamífers, els glòbuls vermells dels ocells tenen nucli.
El sistema nerviós és gran en proporció a la mida de l'ocell. La part més desenvolupada del cervell és la que controla les funcions relacionades amb el vol, mentre que el cerebel coordina el moviment i el telencèfal controla els patrons de comportament, la navegació, l'aparellament i la construcció de nius. La majoria d'ocells tenen un sentit de l'olfacte pobre; les excepcions més destacades inclouen els kiwis, els voltors del Nou Món i els procel·lariformes. El sistema visual aviari sol estar molt desenvolupat. Els ocells aquàtics tenen unes lents flexibles especials, que es poden adaptar per veure-hi tant a dins com a fora de l'aigua. Algunes espècies també tenen una fòvea doble. Els ocells són tetracromats, amb cons sensibles a l'ultraviolat als ulls, així com a cons sensibles al verd, el vermell i el blau. Això els permet percebre la llum ultraviolada, implicada en el festeig. Molts ocells tenen patrons de plomatge en ultraviolat que són invisibles per l'ull humà; alguns ocells en què els dos sexes semblen similars a l'ull nu es distingeixen per la presència de clapes reflectores de l'ultraviolat a les plomes. Els mascles de mallerenga blava tenen una clapa corona reflectant de l'ultraviolat que exhibeixen durant el festeig, utilitzant postures i alçant les plomes del clatell. La llum ultraviolada també es fa servir per trobar aliment—se sap que els xoriguers busquen preses detectant les traces d'orina que deixen els rosegadors a terra, que reflecteixen la llum ultraviolada. Les parpelles dels ocells no es fan servir per parpellejar, sinó que l'ull és lubricat per una membrana nictitant, una tercera parpella que es mou horitzontalment. La membrana nictitant també cobreix l'ull i funciona com una lent de contacte en molts ocells aquàtics. La retina dels ocells té un sistema de subministrament de sang en forma de ventall anomenat pecten. La major part dels ocells no poden moure els ulls, tot i que hi ha excepcions, com ara el corb marí gros. Els ocells que tenen els ulls als costats del cap tenen un camp visual ampli, mentre que els ocells que els tenen al davant del cap, com ara els mussols, tenen visió binocular i poden estimar la profunditat de camp. L'orella aviària manca de pavelló auricular extern, però està coberta de plomes, tot i que en alguns ocells, com ara els mussols Asio, Bubo i Otus, aquestes plomes formen flocs que semblen orelles. L'orella interna té una còclea, però no és espiral, com en els mamífers.
Algunes espècies són capaces d'utilitzar defenses químiques contra els depredadors; alguns procel·lariformes poden expulsar un oli desagradable contra un agressor, i algunes espècies de pitohuins de Nova Guinea tenen una potent neurotoxina a la pell i les plomes.

### Cromosomes
Els ocells tenen dos sexes: mascle i femella. El sexe dels ocells ve determinat pels cromosomes sexuals Z i W, en lloc dels cromosomes X i Y presents en els mamífers. Els ocells mascles tenen dos cromosomes Z (ZZ), mentre que les femelles tenen un cromosoma W i un cromosoma Z (WZ).
A gairebé totes les espècies d'ocells, el sexe d'un individu queda determinat al moment de la fecundació. Tanmateix, un estudi recent ha demostrat l'existència de determinació del sexe dependent de la temperatura entre els talègols cap-roig. En aquesta espècie, les temperatures elevades durant la incubació resulten en una ràtio sexual femella-mascle més elevada.

### Plomes, plomatge i escates

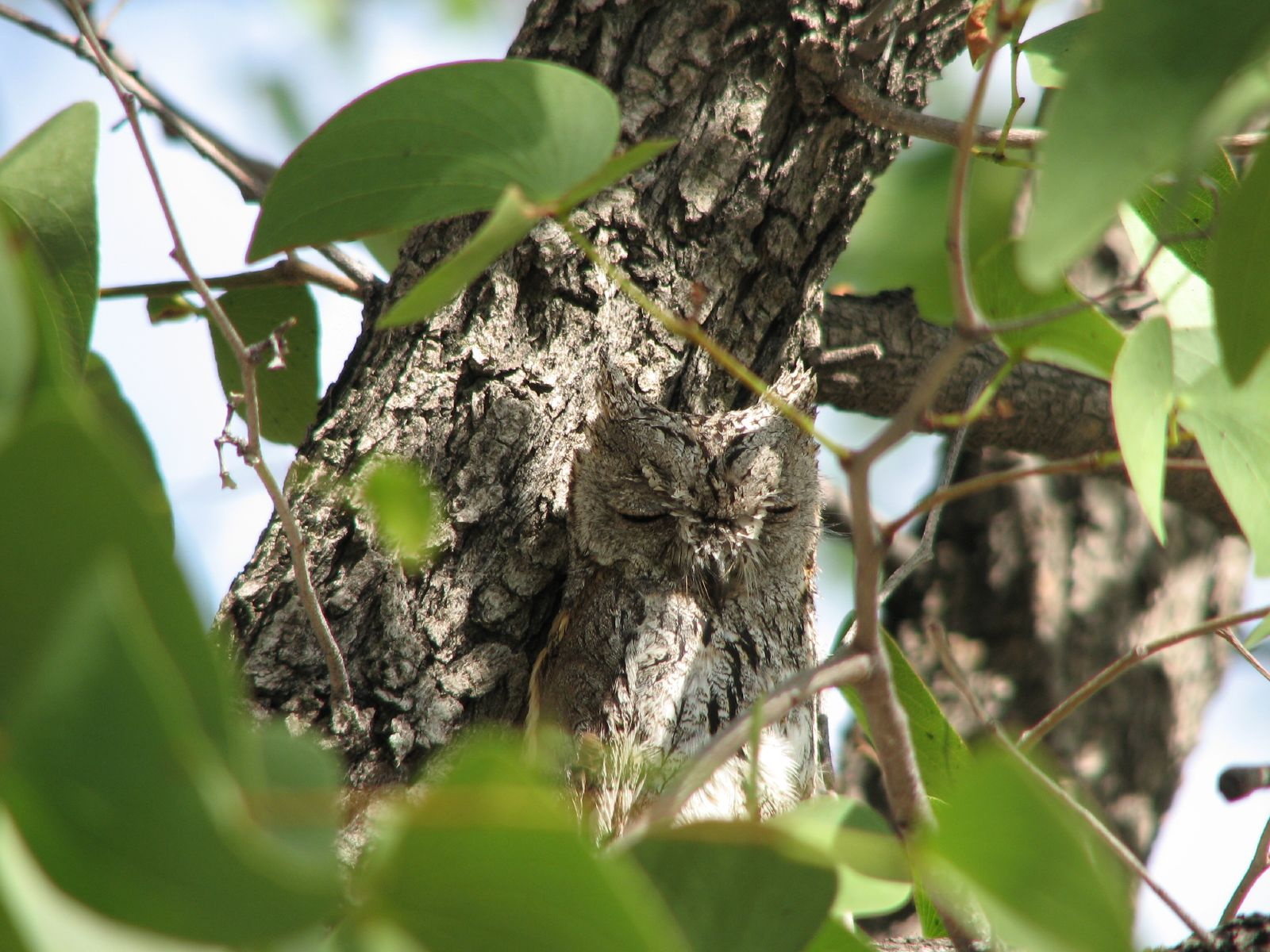
El plomatge del mussol Otus senegalensis li permet fondre's amb el medi que l'envolta.

Les plomes són un tret característic dels ocells (tot i que també es donaven en alguns dinosaures que, actualment, no són considerats aus autèntiques). Els permeten volar, serveixen com una forma d'aïllament que contribueix a la termoregulació, i els serveixen per exhibir-se, camuflar-se i fer-se senyals. Hi ha diversos tipus de plomes, cadascun dels quals té les seves pròpies funcions. Les plomes són processos epidèrmics ancorats a la pell i només sorgeixen en parts específiques de la pell anomenades pteriles. El patró de distribució d'aquestes zones emplomallades (pterilosi) es fa servir en la taxonomia i la sistemàtica. La distribució i l'aparició de les plomes al cos, que s'anomena plomatge, pot variar dins d'una mateixa espècie segons l'edat, l'estatus social i el sexe.
Els ocells muden periòdicament el plomatge. El plomatge estàndard d'un ocell que l'ha mudat després de la cria és conegut com el plomatge "no de cria" o —segons la terminologia Humphrey-Parkes— plomatge «bàsic»; dins del sistema Humphrey-Parkes, els plomatges de cria i les variacions del plomatge bàsic són coneguts com a plomatges "alternatius". En la majoria d'espècies la muda és anual, tot i que algunes poden mudar les plomes dues vegades a l'any, i les grans aus rapaces poden mudar-les només una vegada en uns quants anys. Els patrons de muda varien d'una espècie a l'altra. En els passerins, les plomes de vol són substituïdes d'una en una, començant per la ploma primària més interior. Una vegada ha estat reemplaçada la cinquena o sisena ploma primària, comencen a caure les plomes terciàries més exteriors. Després de la muda de les terciàries més interiors, comencen a caure les secundàries, començant per les més interiors i continuant cap a l'exterior (muda centrífuga). Les plomes encobertes primàries més grans es muden simultàniament amb les primàries amb què s'encavalquen. Algunes espècies, com els ànecs i les oques, perden totes les plomes de vol alhora, cosa que els deixa temporalment incapaços de volar. En general, les cues de la ploma són mudades i substituïdes començant pel parell més interior. Tanmateix, els fasiànids muden les plomes de la cua de forma centrípeta. La muda centrífuga és modificada en les plomes caudals dels pícids i els cèrtids, de manera que comença amb el segon parell de plomes més interior i acaba amb el parell central de plomes, de manera que conserven una cua funcional per grimpar. El patró general dels passerins és que les plomes primàries són reemplaçades cap enfora, les secundàries cap endins i la cua des del centre cap enfora. Abans de niar, les femelles de la major part de les espècies adquireixen una placa d'incubació amb la desaparició de plomes properes al ventre. Aquesta zona de pell està ben irrigada pels vasos sanguinis i ajuda la femella a covar els ous.

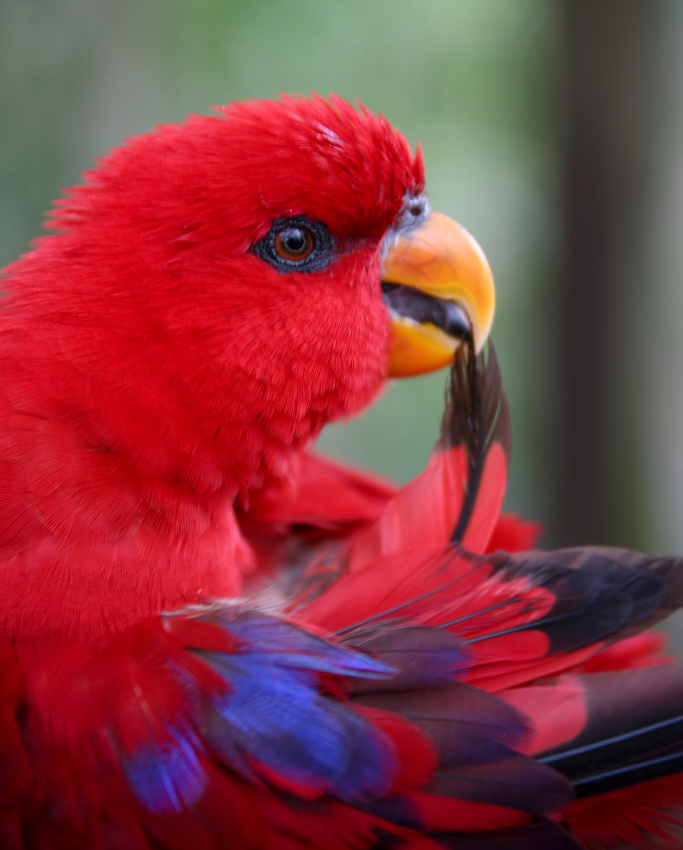
Una cotorra vermella empolainant-se.

Les plomes necessiten ser mantingudes, i els ocells les empolainen i netegen cada dia. Es passen una mitjana del 9% del dia fent això. Fan servir el bec per extreure'n partícules foranes i aplicar-hi secrecions ceruminoses de la glàndula uropigial; aquestes secrecions mantenen la flexibilitat de les plomes i serveixen d'agent antimicrobià, inhibint el creixement de bacteris que descomponen les plomes. Alguns ocells també fan servir secrecions d'àcid fòrmic de les formigues, que obtenen gràcies a un comportament conegut com a bany de formigues, per eliminar paràsits de les plomes.
Les escates dels ocells estan formades per la mateixa ceratina que constitueix el bec, les urpes i els esperons. Es troben principalment als dits dels peus i els metatarsians, però alguns ocells també en tenen més amunt del turmell. Les escates de la major part dels ocells no s'encavalquen significativament, deixant de banda els alcedínids i pícids. Es creu que les escates dels ocells són homòlogues a les dels rèptils i mamífers.

### Vol

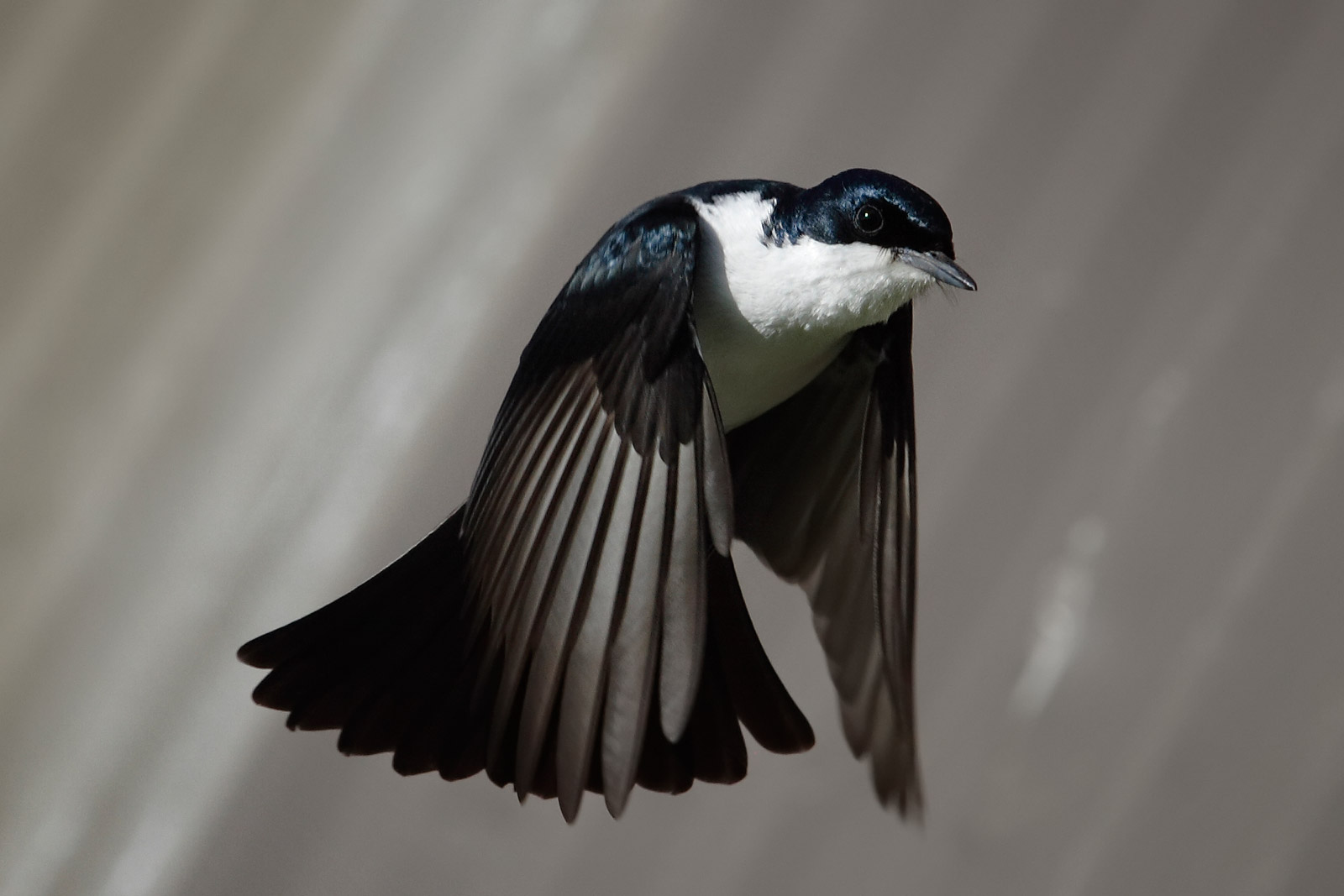
Papamosques infatigable batent les ales cap avall.

La majoria dels ocells poden volar, cosa que els distingeix de gairebé totes les altres classes de vertebrats. El vol és la principal forma de locomoció de la majoria d'espècies d'ocells, que l'utilitzen per criar, alimentar-se i per evitar i fugir dels depredadors. Els ocells tenen diverses adaptacions per voltar, com ara un esquelet molt lleuger; dos grans músculs de vol, el pectoral, que representa el 15% de la massa total de l'ocell, i el supracoracoide; a més de potes anteriors modificades (ales) que serveixen de perfil aerodinàmic. La forma i la mida de les ales solen determinar el tipus de vol que té una espècie determinada; molts ocells combinen el vol impulsat per la batuda de les ales amb el vol tèrmic, menys exigent energèticament. Hi ha unes seixanta espècies vivents d'ocells no voladors, a més de moltes espècies extintes. Els ocells no voladors apareixen sovint a illes aïllades, probablement a causa de l'escassetat de recursos i l'absència de depredadors terrestres. Tot i que són incapaços de volar, els pingüins utilitzen músculs i moviments similars per «volar» dins l'aigua, igual que els àlcids, les baldrigues i els cínclids.

### Sistema circulatori
Tot i que el sistema circulatori dels ocells va evolucionar independentment, no es diferencia gaire del dels mamífers. Presenten un cor gran amb quatre cambres i parets ventriculars fortes. Els ocells comparteixen amb els mamífers el fet que el cor ha separat completament les aurícules i els ventricles, resultant en circuits pulmonars i sistèmics separats, aquesta separació evita qualsevol barreja de sang altament oxigenada amb sang menys oxigenada.
L'arc aòrtic dret condueix a aorta dorsal, a diferència dels mamífers que és l’arc aòrtic esquerre. Les dues venes jugulars del coll estan connectades per una vena creuada, una adaptació per a redirigir la sang d’una jugular a l’altre a mesura que el cap rota. Les artèries braquials i pectorals en les ales i el pit són inusualment llargues. La sang dels ocells presenta eritròcits biconvexos i nucleats, i els fagòcits, cel·les ameboides de la sang, són particularment eficients reparant ferides i destruint microbis. El ritme cardíac d’un ocell és extremadament ràpid i, com en els mamífers, hi ha una relació inversa entre el ritme cardíac i el pes corporal.
Un cor gran, un ritme cardíac ràpid i la separació completa entre la sang molt oxigenada i la sang menys oxigenada són adaptacions importants per irrigar les grans quantitats de sang requerides per a l'endotèrmia i el vol.

### Sistema respiratori
El sistema respiratori de les aus es diferencia radicalment dels pulmons dels rèptils no aviars i dels mamífers, i està adaptat a les grans demandes metabòliques durant el vol. En les aus, les branques més fines dels bronquis es desenvolupen en una forma tubular (parabronqui) per la qual l’aire flueix de forma contínua, de forma que els parabronquis formen els pulmons dels ocells.
També presenten un sistema únic de nou sacs aeris o sacs d'aire interconnectats que es localitzen en parelles en el tòrax i l’abdomen, els sacs d’aire connecten amb els pulmons de forma que la majoria de l’aire inspirat que circula fluix directament als sacs posteriors, que actuen com a reservoris d’aire fresc. La inspiració i l'expiració són el resultat d'augmentar i disminuir el volum del tòrax i de l'expansió i compressió alternades dels sacs d'aire durant el vol i altres activitats. Durant la respiració, el moviment de l'estèrnum i les costelles posteriors comprimeixen els sacs d'aire toràcic.
Es necessiten dos cicles ventilatoris per moure un volum particular d'aire a través del sistema respiratori d'un ocell. Durant la primera inspiració, l'aire es mou cap als sacs d'aire abdominals. Al mateix temps, l'aire ja en els pulmons es mou a través del parabronqui cap als sacs d'aire toràcics. Durant l'expiració, l'aire en els sacs toràcics es mou fora del sistema respiratori, i l'aire en els sacs abdominals es mou cap al parabronqui. En la segona inspiració, l'aire es mou cap als sacs d'aire toràcic, i és expulsat durant la propera expiració.

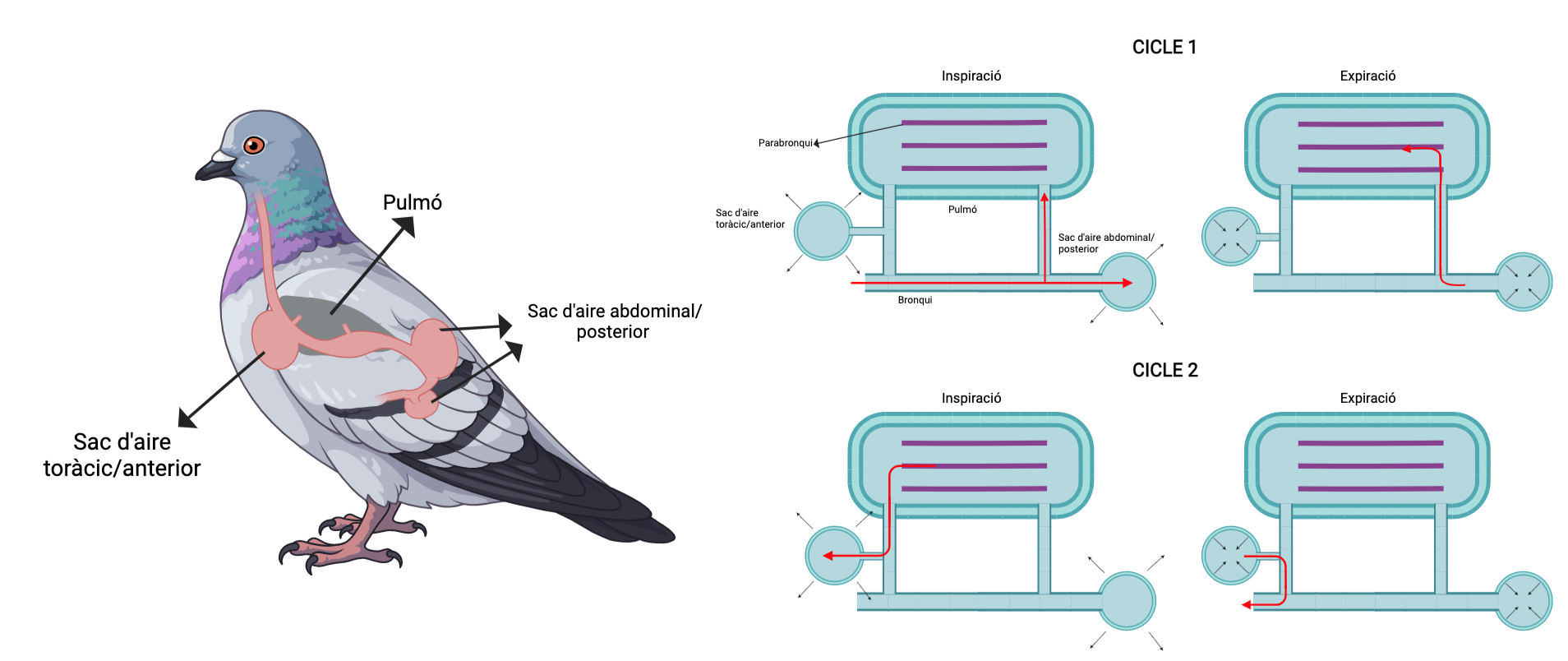
Inspiració i expiració d'aire en aus.

A causa de les altes taxes metabòliques associades amb el vol, els ocells tenen una taxa de consum d'oxigen major que qualsevol altre vertebrat. Quan altres tetràpodes inspiren i expiren, l'aire passa cap a dins i cap a fora dels tubs respiratoris en un simple cicle d’endavant i endarrere. La ventilació és interrompuda durant l'expiració, i una quantitat considerable “d’aire mort” (aire no forçat durant l'expiració) roman als pulmons. A causa del sistema únic de sacs d'aire i parabronqui, els pulmons d'ocells tenen un moviment gairebé continu d'aire ric en oxigen sobre les superfícies respiratòries durant la inspiració i l'expiració. La quantitat d'aire mort en els pulmons es redueix bruscament, en comparació amb altres vertebrats.
A més de la seva principal funció respiratòria, el sistema de sacs d'aire ajuda a refredar l'ocell durant l'exercici vigorós. Un colom, per exemple, produeix unes 27 vegades més calor quan vola que quan descansa. Els sacs d'aire tenen nombrosos diverticles que s'estenen dins dels ossos pneumàtics més grans de les faixes pectorals i pelvianes, ales i potes. Com que contenen aire calent, proporcionen una flotabilitat considerable a l'ocell.

### Sistema excretor
L'orina es forma en un parell de ronyons metanefridics relativament grans per la filtració en els glomèruls, seguit de modificacions específiques del filtrat en els túbuls. L’orina passa per la uretra fins a la cloaca. No presenten bufeta urinària. Com altres rèptils, els ocells excreten els residus nitrogenats en forma d'àcid úric.
Els ronyons de les aus són molt menys eficients eliminant les sals que el d'altres animals, com els mamífers, sobretot el sodi, potassi i clor. La majoria de mamífers poden concentrar soluts d'entre 4 i 8 cops la concentració de la sang, mentre que la majoria d’aus concentren els soluts només una mica més que la concentració d’aquests en sang. Per compensar la seva poca capacitat per a concentrar soluts, algunes aus, sobretot marines, utilitzen mecanismes externs per excretar la sal guanyada del menjar que s’alimenten o l'aigua de mar que beuen.
Les glàndules de sal, localitzades cada una sobre cada ull dels ocells marins, excreten solucions altament concentrades de clorur de sodi, dos cops més que la concentració de sal en el mar. La solució surt per les fosses nasals. La grandària d’aquestes glàndules de sal en ocells depèn de la quantitat de sal que un ocell consumeix.

### Termoregulació
Els ocells mantenen la seva temperatura corporal entre 38 i 45 °C, els extrems letals es troben per sota de 32 i per sobre de 47 °C. En ambients freds la calor ha de ser conservada i generada mitjançant processos metabòlics, en un dia fred, per exemple, en un ocell en repòs pot posar el seu bec entre les seves plomes per evitar la pèrdua de calor en la respiració.
Alguns animals són capaços d'extreure calor de sang calenta i transferir-la a sang més freda. Això s'aconsegueix distribuint els vasos sanguinis en intercanviadors de calor a contracorrent. La disposició exacta depèn de l'animal i del teixit. Els bescanviadors de calor a contracorrent són utilitzats per endotèrmies per reduir la pèrdua de calor a la perifèria, en els ocells les parts més exposades d’un ocell són les potes, que no presenten ni músculs molt carnosos ni un gran reg sanguini.
Quan un ocell està dret sobre superfícies fredes, com el gel, poden perdre molta calor a través dels peus. Poden reduir la pèrdua de calor restringint el flux sanguini a les extremitats, però durant llargs períodes això causaria que els teixits perifèrics es morissin de fam. Els bescanviadors de calor a contracorrent transfereixen la calor de les artèries que emergeixen del nucli del cos a les venes que tornen de la perifèria freda. L'escalfament de la sang venosa disminueix l'impacte del refredament perifèric. A més, refredant la sang arterial disminueix el gradient tèrmic a través de la pell i, per tant, redueix la pèrdua de calor.
Les parts més exposades d’un ocell són les potes, que no presenten ni músculs molt carnosos ni un gran reg sanguini. Les temperatures en aquestes extremitats poden caure prop de la congelació per evitar la pèrdua de calor. L'intercanvi de calor a contracorrent entre la sang calenta que flueix cap a les potes i els peus, i la sang més freda que flueix cap al centre corporal des de les potes, evita una excessiva pèrdua de calor als peus. La calor torna al nucli del cos abans d'anar a les extremitats i perdre’s a l'entorn. El tremolor també genera calor en fred extrem. L'augment del metabolisme durant els mesos d'hivern requereix aliments addicionals.
Els ocells també poden necessitar dissipar excessos de calor, ja que el vol produeix grans quantitats de calor. Els ocells, tot i que no presenten glàndules sudorípares, segueixen depenent de l'evaporació d’aigua per reduir la seva temperatura: en el panteix s’evapora aigua provinent de les membranes humides i calentes que recobreixen el tracte respiratori. Alguns ocells milloren el refredament per evaporació gràcies a moviments guturals, vibracions ràpides de la part superior de la gola i la base de la boca.

Algunes aus poden conservar energia en nits freds permetent que la seva temperatura corporal disminueixi, reduint així el metabolisme.

## Comportament
La major part d'ocells són animals diürns, però alguns ocells, com la major part d'espècies de mussols i caprimúlgids, són nocturns i crepusculars, i molts ocells limícoles de les costes s'alimenten quan arriba la marea apropiada, de dia o de nit.

### Dieta i alimentació

Becs adaptats per diferents tipus d'alimentació.

Les dietes dels ocells són variades i sovint inclouen nèctar, fruita, plantes, llavors, carronya i diversos animals petits, incloent-hi com per exemple, altres ocells. Com que manquen de dents, tenen un aparell digestiu adaptat per processar aliments no mastegats que s'empassen sencers.
Els ocells que posseeixen moltes estratègies per aconseguir menjar o que mengen una gran varietat d'aliments són anomenats generalistes, mentre que els que gasten temps i esforços per aconseguir aliments específics o tenen una sola estratègia alimentària són considerats especialistes. Les estratègies alimentàries varien d'una espècie a l'altra. Molts ocells espigolen insectes, invertebrats, fruites o llavors. Altres cacen insectes que ataquen sobtadament des d'una branca. Les espècies que cacen insectes causants de plagues són considerades agents de control biològic beneficiosos, i els programes de control biològic de plagues en promou la presència. Els nectaròfags, com per exemple els colibrís, els suimangues i els lorins, tenen una llengua raspallosa especialment adaptada, i sovint un bec que encaixa amb flors coadaptades. Els kiwis i aus limícoles tenen un bec llarg que utilitzen per buscar invertebrats; les diferents mides de bec i els diversos mètodes d'alimentació de les aus limícoles resulten en una separació de nínxols ecològics. Els gaviformes, aitins, pingüins i àlcids persegueixen les preses a sota l'aigua, utilitzant les ales o les potes per impulsar-se, mentre que els depredadors aeris com ara els mascarells, alcedínids i xatracs es capbussen per atrapar les preses. Els flamencs, tres espècies de prions i alguns ànecs s'alimenten per filtratge. Les oques i els anatins són en gran part pasturadors.
Algunes espècies, com per exemple, les fregates, les gavines i estercoràrids, practiquen el cleptoparasitisme, és a dir, roben aliments d'altres ocells. Es creu que aquest cleptoparasitisme serveix per complementar l'aliment que obtenen caçant i que no és una part significativa de la dieta de cap espècie. Un estudi de robatoris als mascarells emmascarats per part de fregates grans estimà que les fregates no robaven més del 40% del seu aliment i que la mitjana era d'un 5%. Altres ocells són carronyaires; alguns d'ells, com els voltors, s'hi especialitzen, mentre que altres, com les gavines, els còrvids o altres aus de presa, són oportunistes.

### Aigua
Molts ocells necessiten aigua, tot i que el seu mode d'excreció i la manca de glàndules sudorípares en redueix la demanda fisiològica. Alguns ocells del desert poden obtenir tota l'aigua que necessiten la humitat present a l'aliment. També poden tenir altres adaptacions com deixar que els pugi la temperatura corporal, evitant així la pèrdua d'humitat a causa de la refrigeració evaporativa o el panteix. Les aus marines poden beure aigua de mar gràcies a les glàndules de sal que tenen al cap i que expulsen l'excés de sal pels narius.
La major part dels ocells agafen aigua amb el bec i alcen el cap perquè s'escoli per la gola. Algunes espècies, particularment les que viuen en zones àrides, de les famílies dels colúmbids, estríldids, còlids, turnícids i otídids són capaces de xuclar aigua sense haver d'alçar el cap. Algunes aus del desert depenen de les fonts d'aigua; les gangues són conegudes per reunir-se diàriament al voltant d'abeuradors. Les que tenen cries els porten aigua mullant-se les plomes ventrals.

### Migració
Moltes espècies d'ocells migren per aprofitar les diferències de temperatures estacionals a escala global, dirigint-se a les fonts d'aliment més abundants i els millors hàbitats de cria. Aquestes migracions varien d'un grup a l'altre. Molts ocells terrestres, ocells limícoles i anàtids emprenen cada any migracions de llarga distància, que generalment comencen basant-se en la llargada del dia i les condicions meteorològiques. Aquests ocells migratoris passen la temporada d'aparellament a les regions temperades o àrctiques/antàrtiques i la resta de temps a les regions tropicals o l'hemisferi oposat. Per preparar-se per migrar, els ocells augmenten significativament el seu greix corporal i les reserves de greix i redueixen la mida d'alguns òrgans. La migració requereix molta energia, en part a causa del fet que els ocells han de creuar oceans i deserts sense aturar-se per menjar. Els ocells terrestres tenen un abast d'aproximadament 2.500 km, els shorebirds poden volar fins a 4.000 km, mentre que el tètol cuabarrat és capaç de volar fins a 10.200 km sense aturar-se. Els ocells marins també emprenen migracions llargues —la més llarga és la de la baldriga grisa, que nia a Nova Zelanda i Xile i passa l'estiu boreal alimentant-se al nord del Pacífic, a prop del Japó, Alaska i Califòrnia, cobrint uns 64.000 km a l'any. Altres ocells marins es dispersen després d'aparellar-se, cobrint grans distàncies sense cap ruta migratòria fixa. Els albatrossos que nien a l'oceà Antàrtic sovint emprenen viatges circumpolars entre una temporada d'aparellament i la següent.

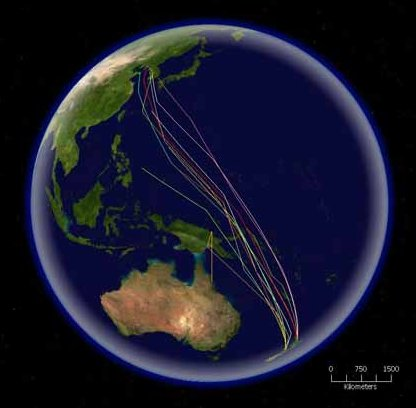
Rutes d'un tètol cuabarrat seguit per satèl·lit en la seva migració cap al nord des de Nova Zelanda. Aquesta espècie protagonitza la migració més llarga sense aturar-se de totes les espècies conegudes, de fins a 10.200 km.

Algunes espècies d'ocells emprenen migracions més curtes, car només cobreixen la distància necessària per fugir del mal temps o trobar aliment. Les espècies irruptives com ara els fringíl·lids boreals en són un exemple i sovint canvien de regió d'un any a l'altre. Aquest tipus de migració sol dependre de la disponibilitat d'aliment. Algunes espècies també cobreixen distàncies més curtes a part de l'àmbit de distribució, en què els individus de les latituds més altres viatgen a l'àmbit d'altres individus de la mateixa espècie. Altres ocells emprenen migracions parcials, en què només migra una part de la població (generalment les femelles i els mascles subdominants). Les migracions parcials poden representar un percentatge elevat del comportament migratori dels ocells d'algunes regions; a Austràlia, un estudi trobà que el 44% dels ocells no passerins i el 32% dels passerins eren parcialment migratoris La migració altitudinal és una forma de migració de curta distància en què els ocells passen la temporada d'aparellament a una major altitud i després baixen a una menor elevació quan arriben les condicions subòptimes. Sovint depèn dels canvis de temperatura i se sol produir quan els territoris normals esdevenen inhòspits a causa de la manca d'aliment. Algunes espècies poden ser nòmades, no tenen un territori fix i es desplacen segons el temps i la disponibilitat d'aliment. Els membres de la família dels lloros o bé no són ni migratoris ni sedentaris, sinó que se'ls considera dispersius, irruptius o nòmades, o bé emprenen migracions curtes i irregulars.
La capacitat dels ocells de tornar a un punt precís després de cobrir grans distàncies es coneix des de fa temps; en un experiment de la dècada del 1950, una baldriga grisa alliberada a Boston tornà a la seva colònia de Skomer (Gal·les) en 13 dies, després de viatjar uns 5.150 km. Els ocells utilitzen una sèrie de mètodes per guiar-se durant les migracions. Els migrants diürns utilitzen el Sol per navegar durant el dia, mentre que de nit s'utilitza una brúixola estel·lar. Els ocells que fan servir el sol compensen el canvi de posició de l'astre al llarg del dia mitjançant un rellotge intern. L'orientació per mitjà de la brúixola estel·lar depèn de la posició de les constel·lacions que envolten l'Estel del Nord. Algunes espècies complementen aquests mitjans amb la capacitat de percebre el geomagnetisme terrestre mitjançant fotoreceptors especialitzats.
La capacitat per orientar-se es troba en la retina.

### Comunicació

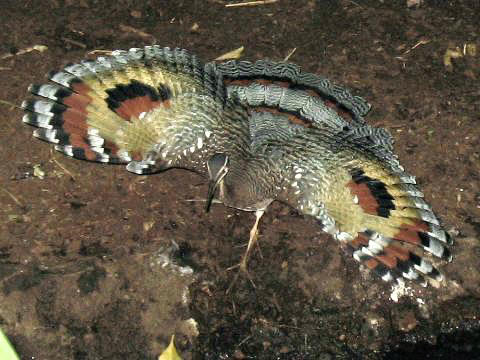
L'exhibició alarmant del bitó del sol imita un depredador gros.

Els ocells es comuniquen principalment per mitjà de senyals visuals i auditius. Els senyals poden ser interespecífics (entre espècies diferents) i intraespecífics (al si d'una mateixa espècie).
A vegades, els ocells utilitzen el seu plomatge per valorar i demostrar dominància social, per ensenyar la seva receptivitat a l'aparellament en les espècies amb selecció sexual o per exhibir-se amenaçadorament, com en el cas del bitó del sol, que imita un predador gran per espantar falcons i protegir els polls. Les variacions en el plomatge també permeten identificar els ocells, especialment entre una espècie i l'altra. La comunicació visual dels ocells també pot incloure exhibicions ritualitzades, que s'han desenvolupat a partir d'accions no comunicatives com ara l'empolainament, els ajustaments de la posició de les plomes, el picoteig o altres comportaments. Aquestes exhibicions poden indicar agressivitat o submissió, a més de contribuir a la formació dels vincles de parella. Les exhibicions més elaborades són les dels festejos, en què sovint es formen danses a partir de combinacions complexes de nombrosos possibles moviments; l'èxit reproductiu dels mascles pot dependre de la qualitat d'aquestes exhibicions.
Les crides i cants dels ocells, que són produïts a la siringe, són el principal mitjà de comunicació sonor dels ocells. Aquestes comunicacions poden ser molt complexes; algunes espècies són capaces d'utilitzar els dos costats de la siringe de manera independent, cosa que els permet emetre dos cants diferents alhora.
Les crides tenen diverses funcions com ara atreure una parella, avaluar una parella potencial, formar nous vincles, prendre i conservar territoris, identificar altres individus (com quan els pares cerquen els seus polls a les colònies o quan una parella es reuneix al començament de la temporada d'aparellament) i avisar altres ocells de la presència de possibles depredadors, a vegades amb informació específica sobre el tipus d'amenaça. Alguns ocells també utilitzen sons mecànics per comunicar-se auditivament. Els becadells del gènere Coenocorypha de Nova Zelanda es fan passar aire per les plomes, els pícids tamboregen per marcar territori i les cacatues negres fan servir eines per tamborejar.

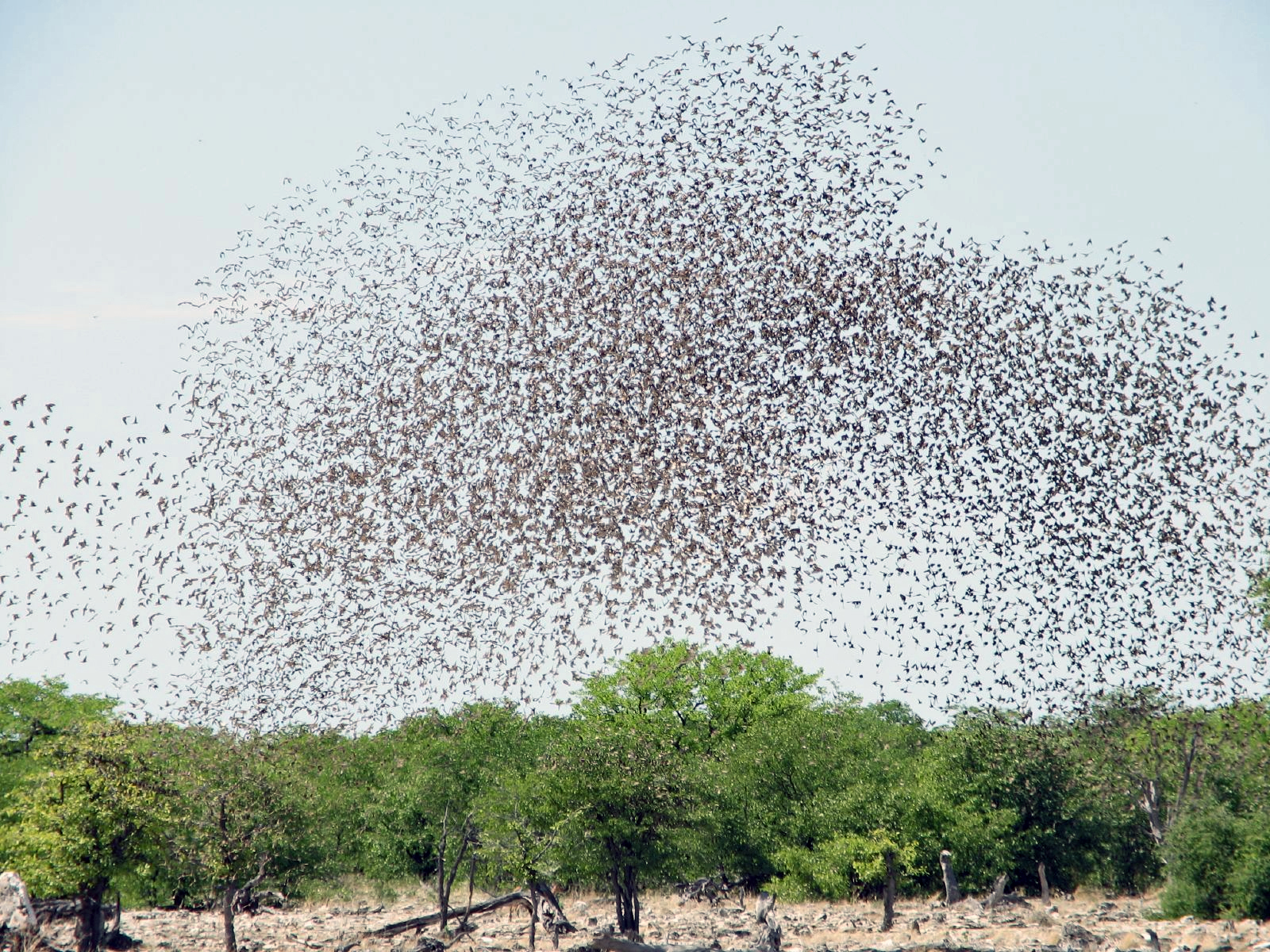
Els quelees de bec vermell, l'espècie d'ocell més nombrosa, formen enormes bandades que a vegades poden comptar amb desenes de milers d'individus.

### Bandades i altres associacions
Mentre que alguns ocells són territorials o viuen en petits grups familiars, altres ocells poden formar grans bandades. Els beneficis principals de reunir-se en bandades són la protecció que ofereix estar en un grup nombrós i l'eficàcia a l'hora de cercar aliment. Defensar-se dels depredadors és especialment important als hàbitats tancats com ara els boscos, on la predació per emboscada és comuna i els grups poden detectar més fàcilment les amenaces. Això ha conduït a la formació de moltes bandades mixtes d'alimentació, compostes habitualment per uns pocs individus de cada espècie amb moltes espècies diferents. Aquestes bandades proporcionen la seguretat d'estar en un grup nombrós i redueixen la possible competència pels recursos. Els desavantatges de reunir-se en bandades inclouen la submissió d'ocells socialment subordinats per part d'ocells més dominants i una menor eficiència a l'hora de trobar aliment en algunes situacions.
A vegades, els ocells també formen associacions amb espècies no aviàries. Les aus marines capbussadores s'associen amb dofins i tonyines, que empenyen les moles de peixos cap a la superfície. Els calaus tenen una relació mutualista amb les mangostes nanes africanes, en què busquen aliment junts i s'avisen els uns als altres de la presència d'aus de presa i altres depredadors.

### Repòs

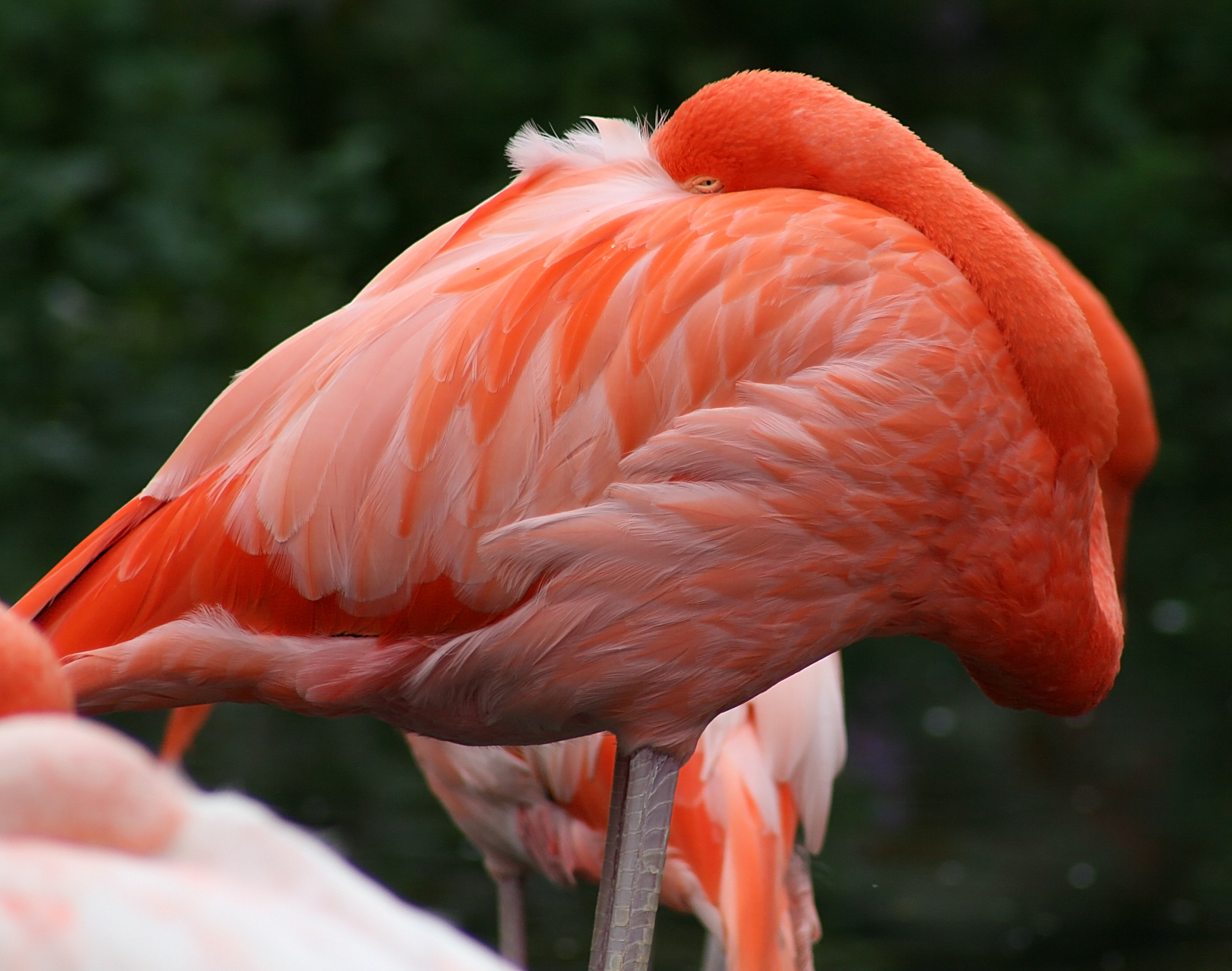
Igual que aquest flamenc del Carib, molts ocells giren el cap contra l'esquena quan dormen.

Els ocells complementen el seu ritme metabòlic elevat durant la part activa del dia descansant en altres moments. Els ocells dorments solen utilitzar un tipus de son conegut com a son vigilant, que alterna períodes de repòs amb "ullades" ràpides que els permeten detectar problemes i fugir ràpidament de possibles amenaces. Es creu que els apòdids poden dormir en ple vol i les observacions per radar suggereixen que s'orienten de cara al vent quan dormen mentre volen. Alguns ocells també han demostrat ser capaços de caure en un son d'ones lentes alternant els hemisferis cerebrals. Els ocells tendeixen a utilitzar aquesta capacitat segons la seva posició amb relació a l'exterior de la bandada. Això podria permetre que l'ull situat a l'altra banda de l'hemisferi dorment romangués a l'aguait de depredadors, observant la vora exterior de la bandada. Aquesta adaptació també es dona en mamífers marins. El repòs comunal és una pràctica estesa, car redueix la pèrdua de temperatura i els riscos de depredació. L'elecció del punt de repòs se sol fer segons la seva seguretat i la seva temperatura.
Molts ocells dorments giren el cap contra l'esquena i amaguen el bec entre les plomes de l'esquena, mentre que alguns l'amaguen entre les plomes del pit. Molts ocells reposen sobre una sola cama, mentre que altres, especialment els que viuen en climes freds, amaguen les potes entre les plomes. Els ocells que dormen a les branques tenen un mecanisme que els bloca els tendons, permetent-los romandre agafats a la branca mentre dormen. Molts ocells que viuen a terra, com les guatlles i els faisans, prefereixen dormir als arbres. Alguns lloros del gènere Loriculus dormen penjats cap per avall. Alguns colibrís entren en un estat de letargia nocturna que en redueix el ritme metabòlic. Aquesta adaptació fisiològica es dona en gairebé un centenar d'espècies més, incloent-hi els egotèlids, caprimúlgids i els artamins. Una espècie, l'enganyapastors de Nuttall, fins i tot entra en estat d'hibernació. Els ocells manquen de glàndules sudorípares, però es poden refrescar posant-se a l'ombra o dins l'aigua, pantejant, augmentant la seva àrea de superfície, agitant la gola o recorrent a comportaments especials com ara la urohidrosi per refrescar-se.

### Reproducció

#### Sistemes socials

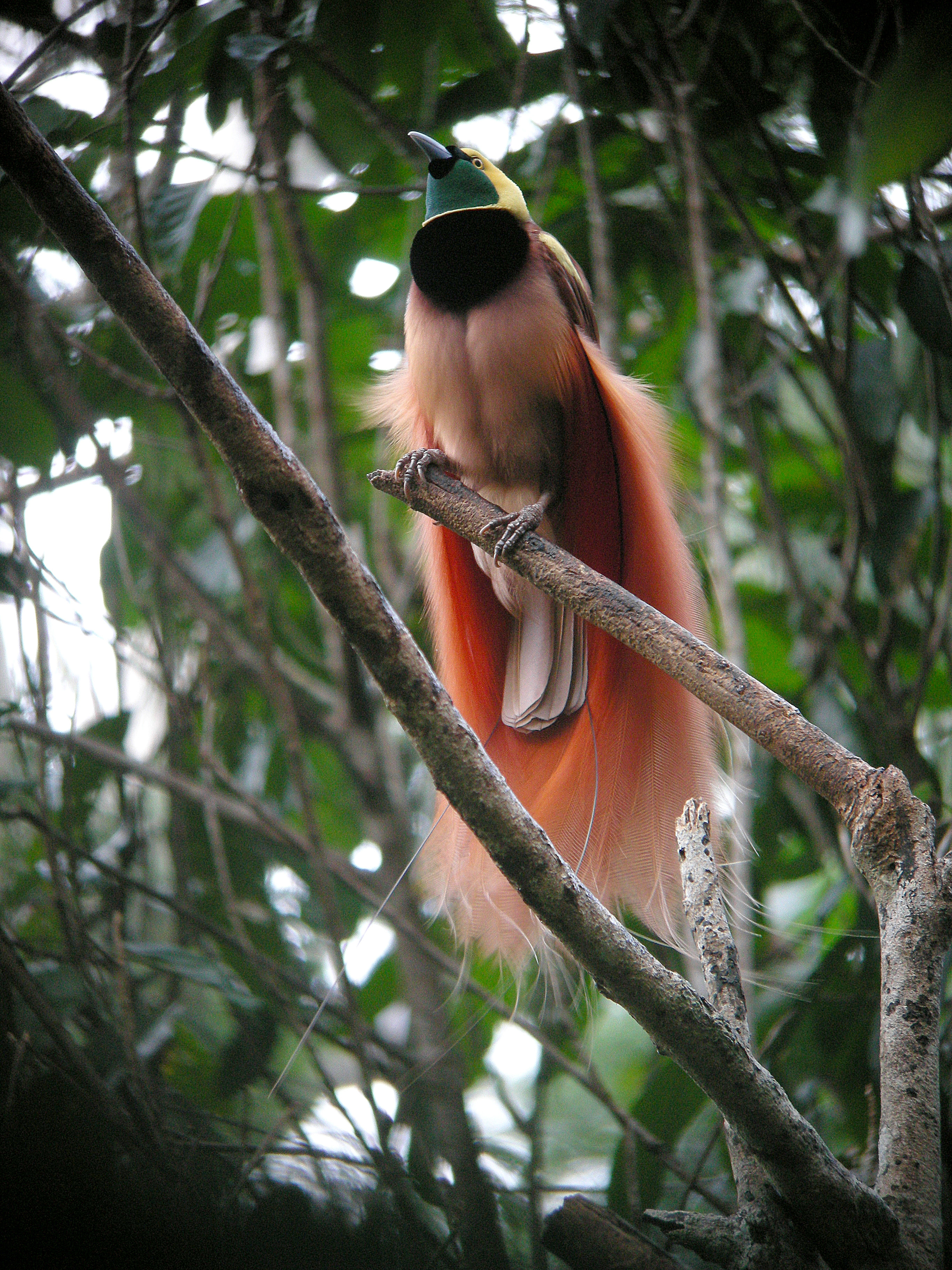
Com en altres espècies de la seva família, el mascle d'ocell del paradís de Raggi té un elaborat plomatge de cria que utilitza per impressionar les femelles.

El 95% d'espècies d'ocells són socialment monògames. Aquestes espècies s'aparellen almenys durant una temporada d'aparellament, o en alguns casos durant anys o fins a la mort d'un dels membres de la parella. La monogàmia fa possible que ambdós pares cuidin les cries, cosa especialment important en les espècies en què les femelles necessiten l'ajuda dels mascles per a criar els polls. Les infidelitats són habituals en moltes espècies socialment monògames. Aquests comportaments se sol produir entre mascles dominants i les femelles que s'aparellen amb mascles subordinats, però també pot ser el resultat d'una copulació forçada en els ànecs i altres anàtids. En les femelles, els possibles beneficis de la infidelitat inclouen l'obtenció de millors gens per les cries i prevenció en cas que la parella sigui estèril. Els mascles de les espècies que practiquen la infidelitat custodien la seva parella amb zel per assegurar-se que són el pare de les cries que cuiden.
També es donen altres sistemes d'aparellament, incloent-hi la poligínia, la poliàndria, la poligàmia, la poliginàndria i la promiscuïtat. Els sistemes d'aparellament polígams apareixen quan les femelles són capaces de cuidar les cries sense l'ajut dels mascles. Algunes espècies poden canviar de sistema segons les circumstàncies.
L'aparellament sol implicar algun tipus d'exhibició de festeig, normalment pel mascle. La majoria d'exhibicions són més aviat senzilles i inclouen alguna mena de cant. Alguns, emperò, són bastant elaborats. Segons l'espècie, els ocells poden picar les ales o la cua, dansar, volar o fer lekking. Habitualment són les femelles que escullen la seva parella, però en els escuraflascons, que són poliandres, funciona a l'inrevés: els mascles poc cridaners trien les femelles amb colors llampants. Les ofrenes d'aliments, el becatge i l'al·loempolainament són pràctiques habituals entre les parelles, generalment després que els ocells s'hagin aparellat i hagin copulat.

#### Territori, nidificació i incubació
Durant la temporada d'aparellament, molts ocells defensen activament el seu territori contra altres individus de la mateixa espècie. La possessió d'un territori els garanteix una font d'aliment per les cries. Les espècies incapaces de defensar el territori on s'alimenten, com les aus marines i els apòdids, solen reproduir-se en colònies per protegir-se dels depredadors. Les espècies que crien en colònies protegeixen llocs privilegiats de nidificació, cosa que pot provocar una ferotge competència per conquerir-los.

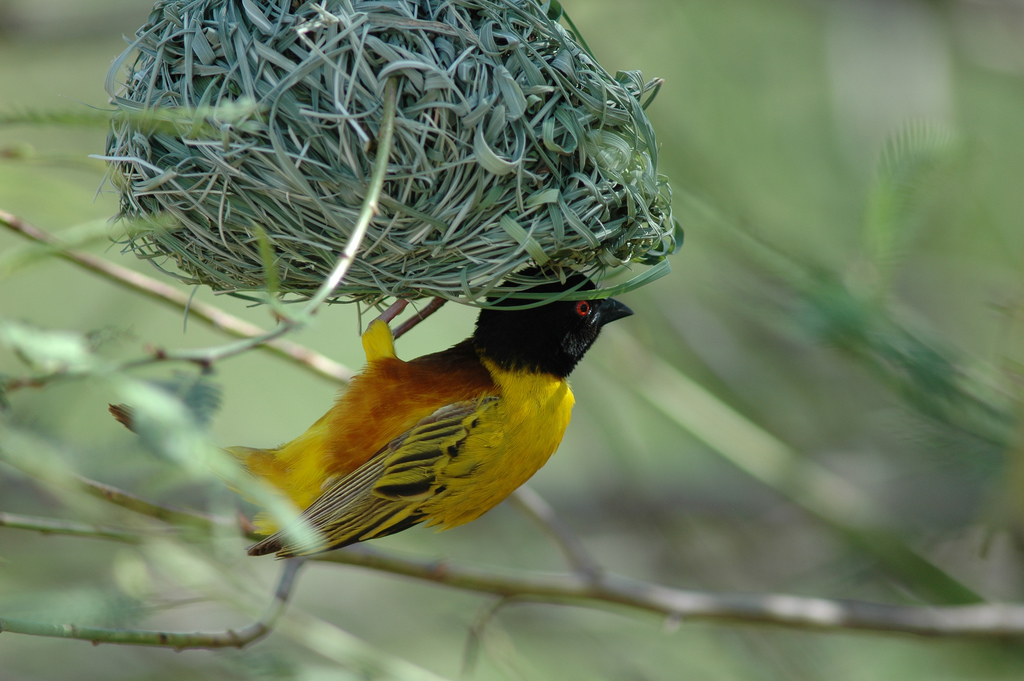
Els mascles de Ploceus jacksoni utilitzen herba per construir elaborats nius suspesos.

Els ocells solen pondre els ous en un niu. La major part de les espècies construeixen nius més o menys elaborats en forma de tassa, de cúpula, de plat, de depressió a terra, de monticle o de cau. Tanmateix, alguns nius d'ocell són molt primitius; els nius d'albatros no són més que un forat a terra. La majoria d'ocells construeixen el niu a llocs protegits i amagats per evitar els depredadors, però els ocells grans o colonials (que es poden defensar millor) construeixen nius més oberts. Algunes espècies utilitzen matèria vegetal de plantes amb toxines antiparasitàries per construir el niu, car això facilita la supervivència dels polls. Sovint utilitzen plomes per aïllar el niu. Algunes espècies no tenen niu: els somorgollaires ponen els ous directament sobre les roques, mentre que els mascles de pingüí emperador protegeixen els ous entre el cos i els peus. La manca de niu és especialment prevalent entre les espècies que nien a terra, en què les cries són precoces.

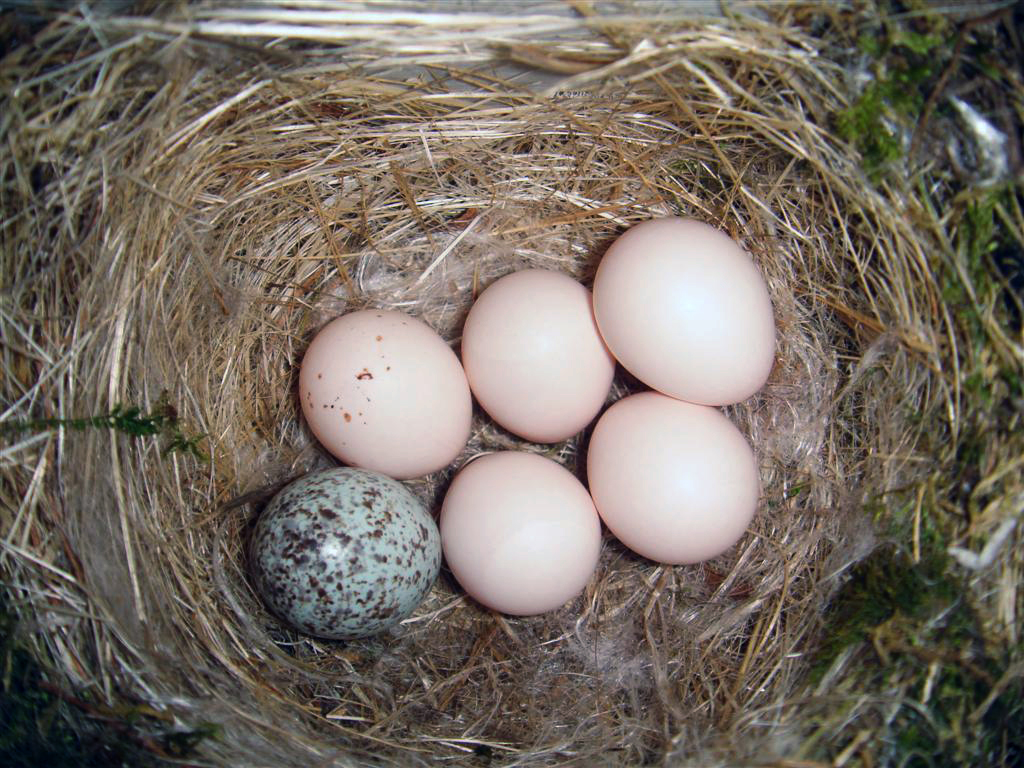
Aquest niu de Sayornis phoebe ha estat parasitat per una merla de cap bru.

La incubació, que proporciona la temperatura més apropiada pel desenvolupament dels polls, sol començar després de la posta de l'últim ou. Les espècies monògames solen compartir el temps d'incubació, mentre que en les espècies polígames només un dels pares s'encarrega de covar els ous. La calor es transmet dels pares als ous a través de les plaques d'incubació, unes zones de pell sense plomes situades a l'abdomen o el pit dels ocells incubadors. La incubació pot requerir molta energia; els albatrossos adults, per exemple, poden perdre fins a 83 g de pes corporal al dia. En els megapòdids, la calor que escalfa els ous ve del sol, plantes en descomposició o fonts volcàniques. El període d'incubació pot durar entre 10 dies (en els pícids, cucuts i ocells passerins) i més de 80 dies (en els albatrossos i kiwis).

#### Cura parental
Quan surten de l'ou, l'estat de desenvolupament dels polls pot variar entre indefensos i independents, segons l'espècie de la qual es tracti. Els polls indefensos són altricials i tendeixen a ser petits, cecs, immòbils i nus. En canvi, els polls que són mòbils i tenen plomes al moment de sortir de l'ou són precoços. Als polls altricials els cal termoregulats i covats durant més temps que els precoços. Entremig dels dos extrems hi ha els polls semiprecoços o semialtricials.

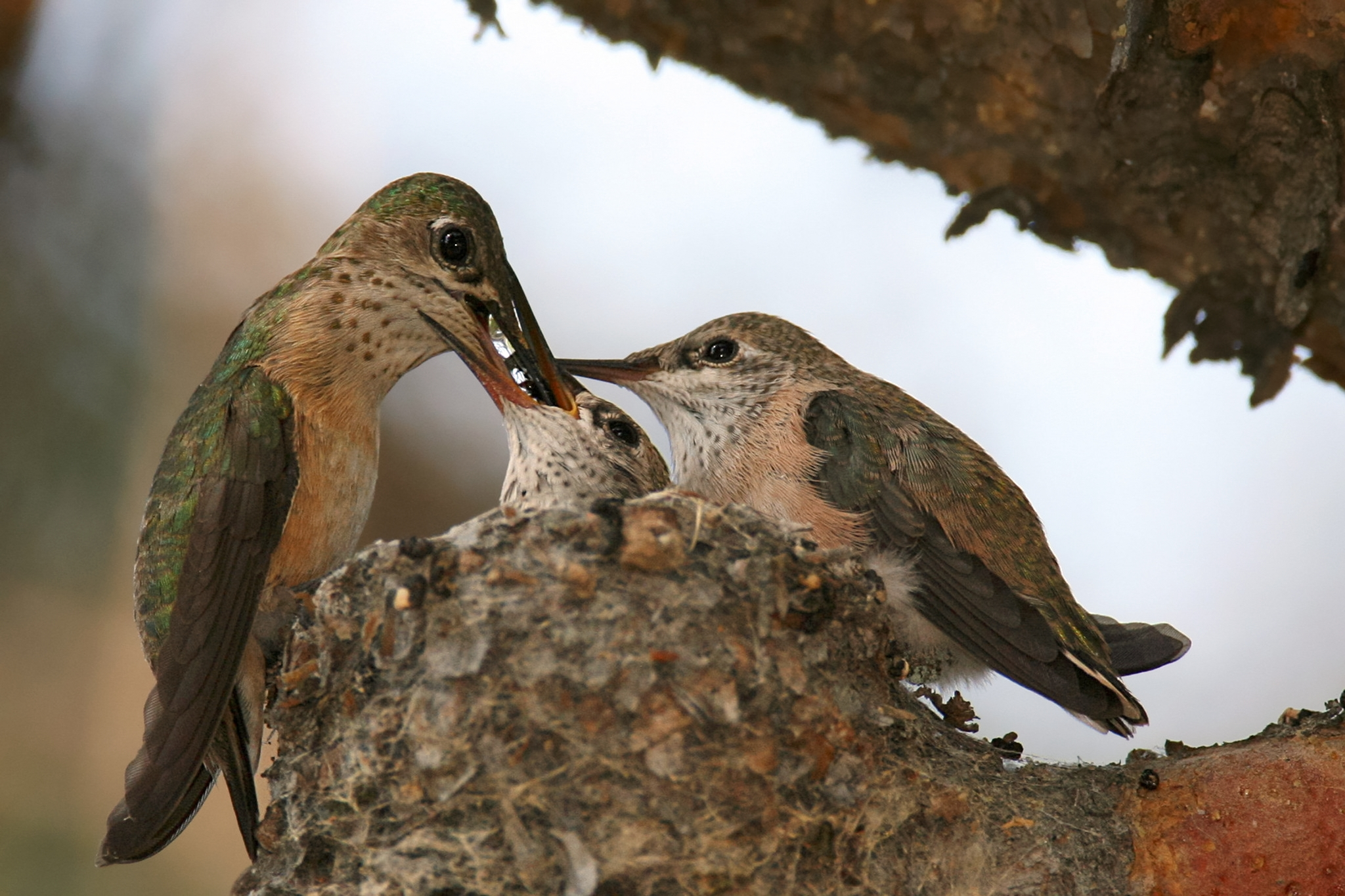
Femella de Stellula calliope alimentant polls que ja han crescut.

La durada i el tipus de cura parental varien molt entre els diferents ordres i espècies. En un dels extrems, la cura parental dels megapòdids arriba a la seva fi quan la femella pon els ous; els polls acabats de sortir de l'ou són capaços d'excavar per sortir del seu túmul i poden defensar-se immediatament. A l'altre extrem, molts ocells marins cuiden dels polls durant molt de temps. La cura parental més llarga és la de la fregata gran, en què els polls triguen sis mesos a plomar i són alimentats pels pares fins a l'edat de vint mesos.
En algunes espècies, ambdós progenitors cuiden els polls, mentre que en altres només se n'encarrega un dels dos sexes. En algunes espècies, altres ocells de la mateixa espècie (sovint parents propers de la parella reproductora, com per exemple les cries de llocades anteriors) contribueixen a criar els polls. Aquest tipus d'al·loparentatge està especialment estès entre el parvordre Corvida, un grup que inclou ocells com ara els corbs, les garses australianes i els caragolets, però ha estat observat en espècies tan diferents com l'acantisita bec d'alena o el milà reial. La cura parental pels mascles és rara en la major part dels grups animals, però en els ocells és bastant habitual, més que en qualsevol altra classe de vertebrats. Tot i que el mascle i la femella solen compartir la defensa del territori i el niu, la incubació i l'alimentació dels polls, a vegades es produeix una divisió del treball en què un dels individus s'encarrega majoritàriament o total d'una tasca determinada.
Hi ha una gran variació en el punt en què els polls plomen. En la major part d'espècies, els polls abandonen el niu poc abans o poc després d'aprendre a volar. També varia la cura parental després de la plomada. Els polls de gavotins del gènere Synthliboramphus, com ara el gavotí antic, abandonen el niu durant la nit de l'endemà de la desclosa per a seguir els pares a la mar, on creixen fora de l'abast dels depredadors terrestres. Altres espècies, com els ànecs, treuen els polls del niu quan encara són ben joves. Els polls d'albatros abandonen el niu per si sols i ja no reben més ajuda dels pares, mentre que en algunes espècies els progenitors continuen donant aliments suplementaris a les cries després de la plomada. Els polls també poden seguir els pares durant la seva primera migració.

#### Parasitisme de posta

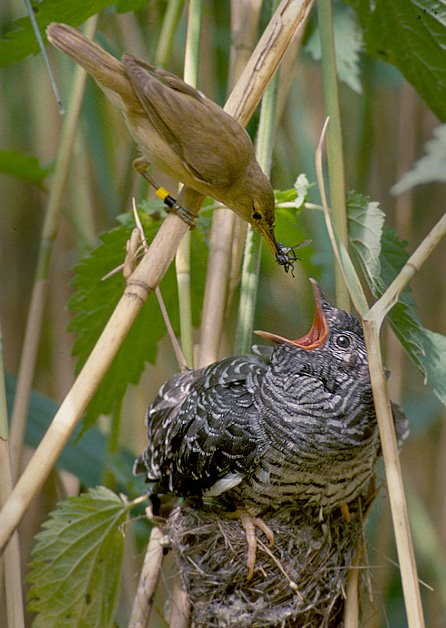
Boscarla criant un cucut, un paràsit de posta.

El parasitisme de posta, en què una femella deixa els ous amb la posta d'un altre individu, és més habitual en els ocells que en qualsevol altre grup d'éssers vius. Una vegada l'ocell paràsit ha post els ous al niu d'un altre ocell, l'hoste sovint els accepta i cria a esquena de la seva pròpia llocada. Els paràsits de posta poden ser o bé obligats (necessiten parasitar els nius d'altres espècies perquè són incapaços de criar les seves pròpies cries) o bé no obligats (a vegades ponen ous al niu d'altres individus de la mateixa espècie per incrementar el seu rendiment reproductiu, tot i que podrien haver-los criat ells mateixos). Hi ha un centenar d'espècies d'ocells que són paràsits obligats, incloent-hi els indicadors, els ictèrids, els estríldids i alguns ànecs; els més coneguts són els cucuts. Alguns paràsits de posta s'han adaptat per sortir de l'ou abans que els ous de l'hoste, cosa que els permet destruir-los llançant-los del niu o matant els polls, assegurant-se que tot l'aliment que arribi al niu serà per als polls paràsits.

## Ecologia
Els ocells ocupen una gran varietat de nínxols ecològics. Alguns són generalistes, mentre que altres tenen un hàbitat o unes necessitats alimentàries molt especialitzades. Els nínxols que ocupen les diferents espècies d'ocells poden variar fins i tot al si d'un mateix hàbitat, com ara un bosc, on algunes espècies s'alimenten al dosser, altres a sota del dosser i altres al sotabosc. Els ocells de bosc poden ser insectívors, frugívors i nectarívors. Els ocells aquàtics solen trobar aliment pescant, menjant plantes o robant-lo d'altres animals. Les aus de caça s'especialitzen en la caça de mamífers o altres ocells, mentre que els voltors són carronyaires especialitzats. Els avívors s'especialitzen a caçar ocells.
Alguns ocells nectarívors són pol·linitzadors importants, mentre que molts dels frugívors tenen un paper clau en la dispersió de les llavors. Les plantes i els ocells que les pol·linitzen sovint coevolucionen; en alguns casos, el pol·linitzador principal d'una planta és l'única espècie capaç d'arribar al seu nèctar.
Els ocells solen ser un element important de les ecologies insulars. Sovint assoleixen illes on no han arribat als mamífers, on poden tenir un paper ecològic que generalment pertany a animals més grossos. Per exemple, les moes de Nova Zelanda eren animals pasturadors, igual que el colom de Nova Zelanda i el kokako d'avui en dia. Les plantes actuals de Nova Zelanda conserven les adaptacions defensives que desenvoluparen per protegir-se del moa, ja extint. Els nius d'ocells marins també poden afectar l'ecologia de les illes i els mars que les envolten, en gran part a causa de la concentració de grans quantitats de guano que enriqueix el sòl i els mars contigus.
Es fa servir una gran varietat de mètodes de camp per estudiar l'ecologia aviària, incloent-hi recomptes, monitoratge dels nius i captures amb marcatge.

## Relació amb els éssers humans

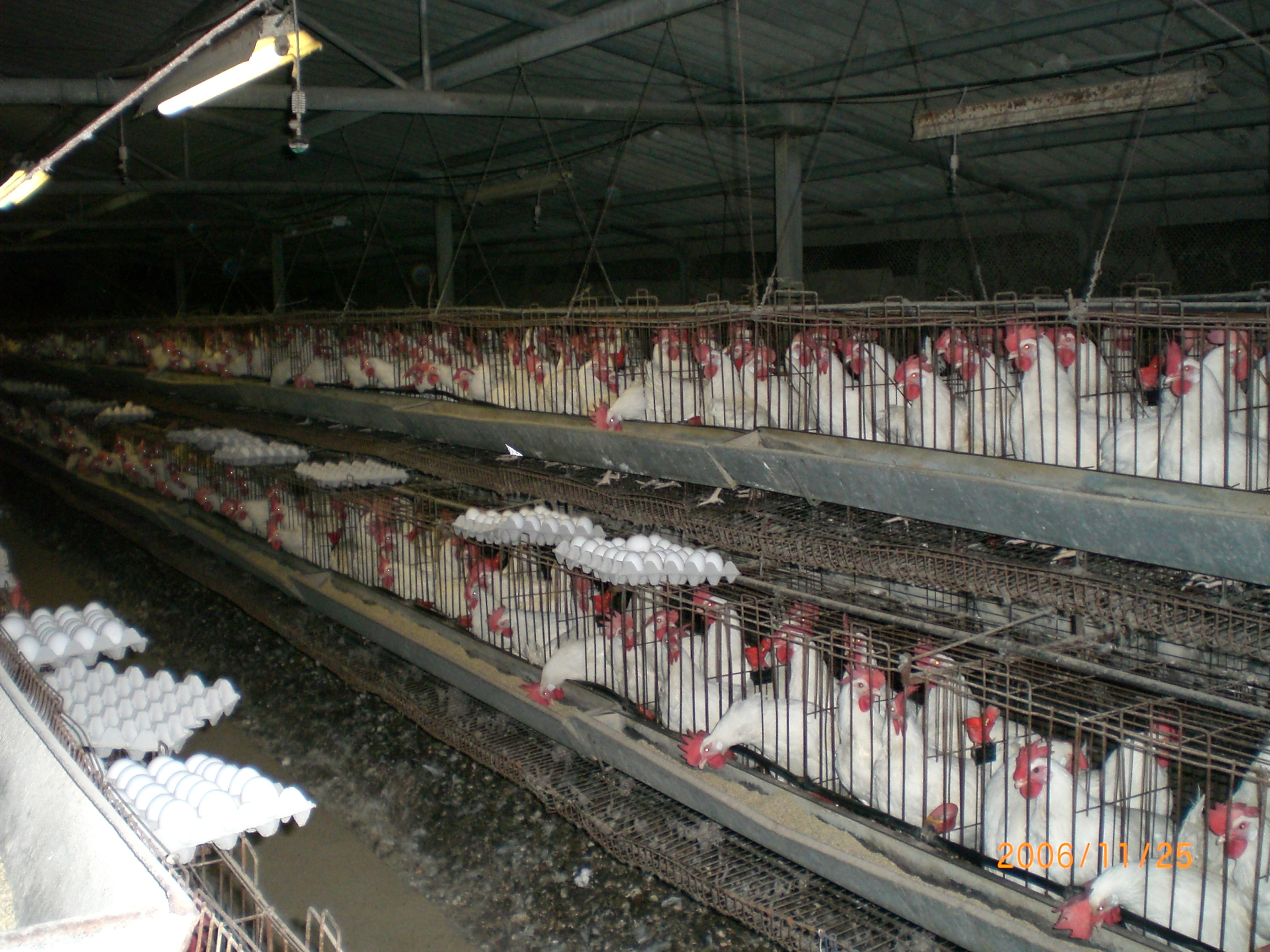
Cria industrial de pollastres

Els humans s'han relacionat amb els ocells des de l'albada de la humanitat, car els ocells són animals molt visibles i comuns. A vegades es tracta d'una relació mutualista, com per exemple la recol·lecció de mel col·laborativa dels indicadors i pobles africans com ara els borana. En altres casos pot ser una relació comensal, com quan espècies com ara el pardal es beneficien de les activitats humanes. Algunes espècies han esdevingut plagues agrícoles importants, mentre que altres representen un risc per les aeronaus. Les activitats humanes també poden perjudicar els ocells, alguns dels quals estan amenaçats d'extinció per motius com la caça, saturnisme, pesticides, atropellament o la depredació per part de gats i gossos domèstics.
Els ocells poden ser vectors que contribueixen a escampar malalties com ara la psitacosi, la salmonel·losi, la campilobacteriosi, la micobacteriosi (tuberculosi aviària), la grip aviària, la giardiosi i la criptosporidiosi sobre grans distàncies. Algunes d'aquestes malalties són zoonòtiques, és a dir, es poden encomanar als humans.

### Importància econòmica
Els ocells domèstics criats per la seva carn i ous, anomenats aviram, són la principal font de proteïna animal que consumeixen els humans; el 2003 es produïren 76 milions de tones d'aviram i 61 milions de tones d'ous arreu del món. Els pollastres formen la major part de l'aviram consumit pels humans, tot i que els galls dindis, els ànecs i les oques també són relativament comuns. També es cacen moltes espècies d'ocells per obtenir-ne la carn. La caça dels ocells és una activitat majoritàriament recreativa, excepte a les àrees molt subdesenvolupades. Els ocells més caçats a les Amèriques són els anàtids, però també es cacen faisans, galls dindis salvatges, guatlles, coloms, perdius, tetraònids, becadells i becades. El muttonbirding, la caça o recol·lecció de polls i ous de petrell, també és popular a Austràlia i Nova Zelanda. Tot i que alguns tipus de caça, com ara el muttonbirding, poden ser sostenibles, la caça d'ocells ha provocat l'extinció de desenes d'espècies i n'ha posat en perill moltes més.

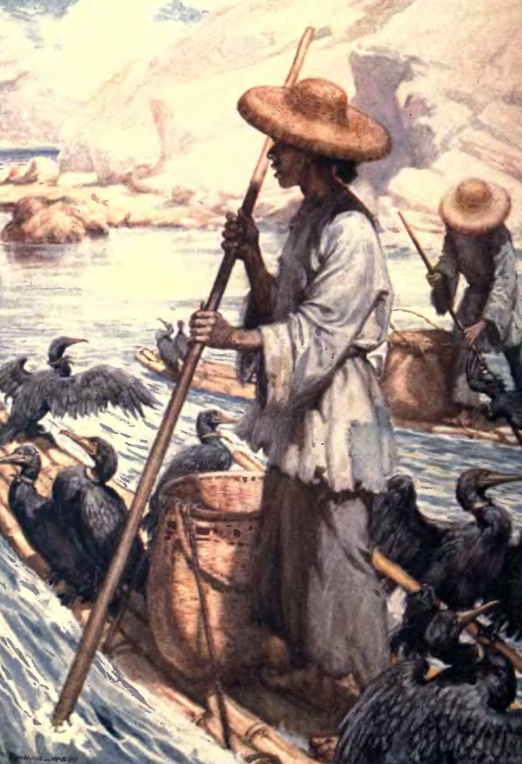
L'ús de corbs marins per part de pescadors asiàtics està desapareixent ràpidament però encara sobreviu com a atracció turística en algunes regions.

Altres productes aviaris amb valor comercial són les plomes (especialment el plomissol de les oques i els ànecs), que es fan servir com a insolació en roba i llenços, i els excrements dels ocells marins (guano), que són una font valuosa de fòsfor i nitrogen. La lluita per controlar els dipòsits de guano fou un dels motius que provocaren la Guerra del Pacífic, també coneguda com a "Guerra del Guano".
Els humans han domesticat ocells per tenir-los com a animals de companyia i per fins pràctics. Els ocells amb colors llampants, com ara els lloros i els minàs, són criats en captivitat o tinguts com a animals de companyia, una pràctica que ha dut al tràfic il·legal de certes espècies amenaçades. Fa segles que s'utilitzen falcons i corbs marins per la caça i la pesca, respectivament. Els coloms missatgers es remunten com a mínim a l'1 aC i encara tingueren un paper rellevant en la Segona Guerra Mundial. Tanmateix, avui en dia aquestes activitats es duen a terme més aviat com a lleure, entreteniment, turisme o esport (curses de coloms).
Hi ha milions d'ornitòlegs afeccionats arreu del món. Molta gent posa menjadores a prop de casa per atreure ocells. La cria d'ocells ha esdevingut una indústria que mou milions d'euros; s'estima que el 75% de les llars britàniques donen menjar als ocells en algun moment de l'hivern.

### Aspectes culturals

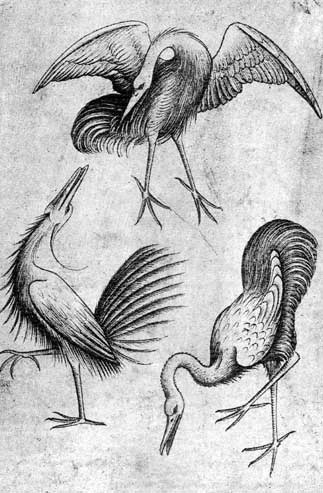
El «3 d'ocells» del Mestre de les Cartes (Alemanya,).

Els ocells tenen papers destacats i diversos al folklore, la religió i la cultura popular. En la religió, els ocells poden ser o bé missatgers o bé sacerdots i líders d'una deïtat, com per exemple en el culte de Makemake, en què els Tangata manu de l'illa de Pasqua esdevenien cabdills, o com a assistents, com en el cas de Hugin i Munin, dos corbs que xiuxiuejaven notícies a l'orella del déu nòrdic Odin. Els àugurs eren sacerdots encarregats d'interpretar les «paraules» dels ocells i d'observar els auspicis per predir el futur. També poden ser símbols religiosos, com quan Jonàs (en hebreu: יוֹנָה, ‘colom’) encarnà la por, la passivitat, el dol i la bellesa que tradicionalment s'associen als coloms. A vegades, els ocells han estat deïficats, com és el cas del paó, considerat com la Mare Terra pels pobles dravidians de l'Índia. Alguns també han estat vistos com a monstres, incloent-hi el mític roc o el llegendari pouakai dels maoris, un ocell gegant capaç d'atrapar humans.
Els ocells han aparegut a la cultura i l'art des de temps prehistòrics, quan se'ls representà a les primeres pintures rupestres. Més tard, els ocells foren utilitzats en l'art i disseny religiós i simbòlic, com per exemple en el magnífic Tron del Paó dels emperadors mogols i perses. Quan els científics començaren a interessar-se en els ocells, encarregaren molts dibuixos d'ocells per il·lustrar els seus llibres. Un dels dibuixants d'ocells més cèlebres fou John James Audubon, que feu pintures d'ocells nord-americans que tingueren un gran èxit comercial a Europa. La National Audubon Society li deu el nom. Els ocells també han estat importants en la poesia; Homer, per exemple, presentà rossinyols a l'Odissea, mentre que Gai Valeri Catul feu servir un pardal com a símbol eròtic a Catul 2. La relació entre un albatros i un mariner és el tema central de l'obra de Samuel Taylor Coleridge The Rime of the Ancient Mariner i dugué a l'ús modern del nom de l'albatros com a metàfora per referir-se a una càrrega. Hi ha altres metàfores derivades dels ocells; els fons voltor i els inversors voltor, per exemple, deuen el nom al voltor carronyaire.

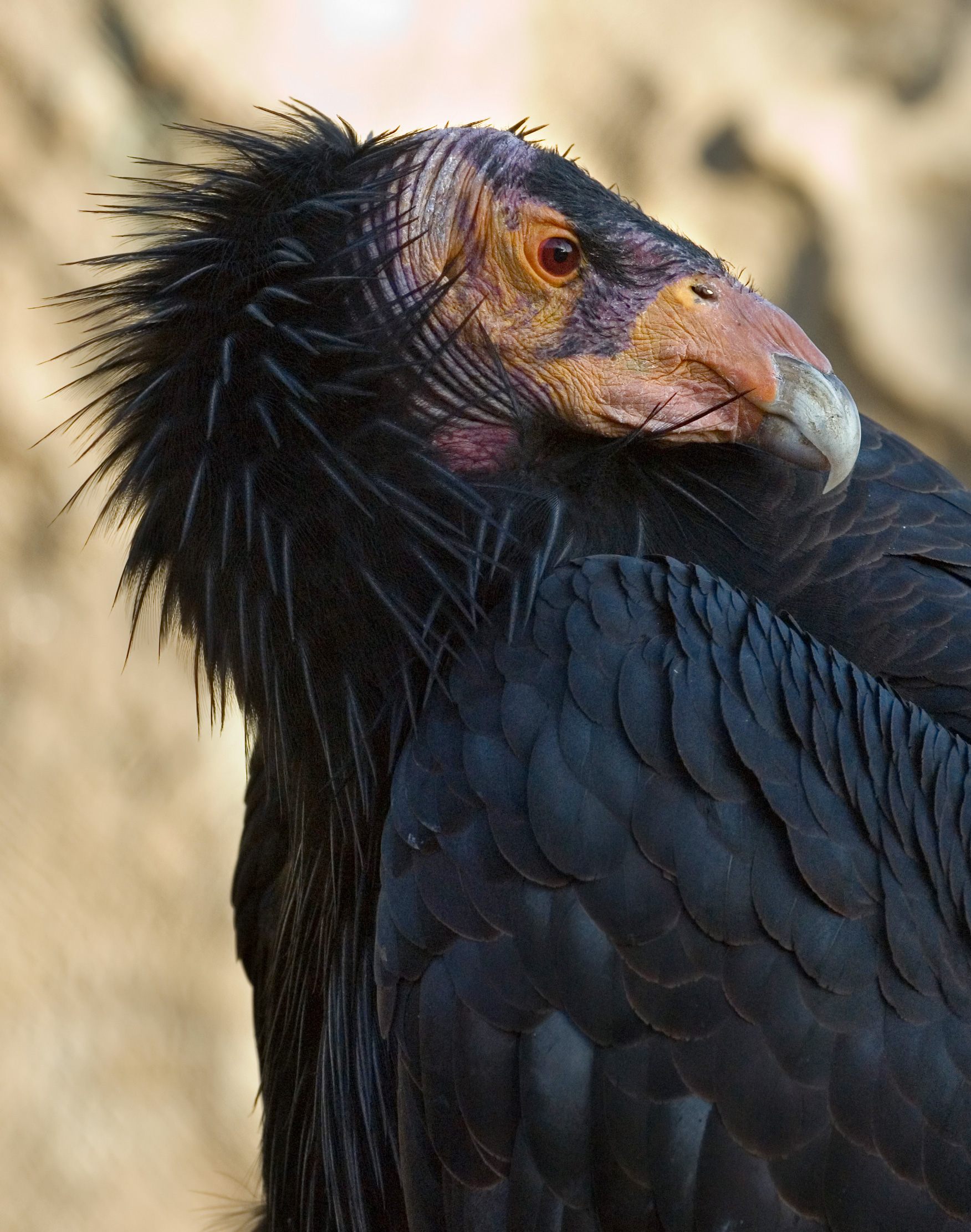
Les poblacions de còndor de Califòrnia caigueren fins a només 22 exemplars, però gràcies als esforços conservacionistes s'han recuperat i ara compten amb més de 300 individus.

Algunes espècies d'ocells són vistes de manera diferent d'una cultura a l'altra. Els mussols s'associen amb la mala sort, la bruixeria i la mort a parts d'Àfrica, mentre que a gran part d'Europa se'ls veu com un símbol de saviesa. Els puputs eren sagrats pels antics egipcis i símbols de virtut pels perses, però a gran part d'Europa se'ls considerava uns lladres i a Escandinàvia se'ls veia com un presagi de guerra.

### Conservació
Tot i que les activitats humanes han possibilitat l'expansió d'algunes espècies, com ara l'oreneta comuna i l'estornell vulgar, també han causat el declivi de les poblacions o l'extinció de moltes altres espècies. S'han extingit més d'un centenar d'espècies d'ocells en temps històrics, encara que l'extinció d'ocells més dramàtica causada pels humans es produí durant la colonització de Melanèsia, Polinèsia i Micronèsia, quan desaparegueren entre 750 i 1.800 espècies. Moltes espècies d'ocells estan en declivi arreu del món. L'any 2009, BirdLife International i la Unió Internacional per a la Conservació de la Natura (UICN) comptaren 1.227 espècies d'ocells amenaçades d'extinció.
La principal amenaça d'origen humà pels ocells és la pèrdua d'hàbitat. Les altres amenaces inclouen la sobrecaça, accidents a causa de col·lisions estructurals o l'enganxada accidental en palangres, la contaminació (incloent-hi els vessaments de petroli i l'ús de pesticides), la competició i depredació per part d'espècies invasores foranes i el canvi climàtic.
Els governs i grups conservacionistes treballen per protegir els ocells, o bé promulgant lleis que preserven i restauren els hàbitats dels ocells o bé establint poblacions en captivitat que més tard seran reintroduïdes. Aquests projectes han tingut un cert èxit; un estudi estimà que els esforços conservacionistes han salvat setze espècies d'ocells que altrament s'haurien extingit entre el 1994 i el 2004, com el còndor de Califòrnia i la cotorra de Norfolk.

### Obres citades
- Brusatte, S. L.; O'Connor, J. K.; Jarvis, E. D. «The Origin and Diversification of Birds» (en anglès). Current Biology, 25, 19, 2015, pàg. R888-R898. DOI: 10.1016/j.cub.2015.08.003. ISSN: 09609822.
- Cau, A. «The assembly of the avian body plan: a 160-million-year long process» (en anglès). Bollettino della Società Paleontologica Italiana, 57, 1, 2018, pàg. 1-25. DOI: 10.4435/BSPI.2018.01.
- Cau, A.; Brougham, T.; Naish, D. «The phylogenetic affinities of the bizarre Late Cretaceous Romanian theropod Balaur bondoc (Dinosauria, Maniraptora): Dromaeosaurid or flightless bird?» (en anglès). PeerJ, 3, 2015, pàg. e1032 (1-36). DOI: 10.7717/peerj.1032. PMC: 4476167. PMID: 26157616.
- Currie, P. J.; Padian, K. Encyclopedia of Dinosaurs (en anglès).  Academic Press, 1997. ISBN 0-12-226810-5.
- Del Hoyo, J.; Elliott, A.; Sargatal, J.; Cabot, J. Handbook of the Birds of the World (en anglès).  Lynx Edicions, 2009. ISBN 978-84-87334-10-8.
- Díaz, J.; Santos, T. Zoología: Aproximación evolutiva a la diversidad y organización de los animales (en castellà).  Editorial Síntesis, 1998. ISBN 84-7738-591-2.
- Gauthier, J. «Saurischian Monophyly and the origin of birds». A: Padian, K. The Origin of Birds and the Evolution of Flight (en anglès).  Acadèmia de les Ciències de Califòrnia, 1986, p. 1-55. ISBN 0-940228-14-9.
- Gauthier, J.; De Queiroz, K. «Feathered dinosaurs, flying dinosaurs, crown dinosaurs, and the name "Aves"». A: Gauthier, J.; Gall, L. F. New Perspectives on the Origin and Early Evolution of Birds: Proceedings of the International Symposium in Honor of John H. Ostrom (en anglès), 2001. ISBN 0-912532-57-2.
- Lee, M. S. Y.; Spencer, P. S. «Crown clades, key characters and taxonomic stability: When is an amniote not an amniote?». A: Amniote Origins (en anglès).  Academic Press, 1997, p. 61-84. ISBN 978-0-12-676460-4.
- Linnaeus, Carolus. Systema naturae per regna tria naturae, secundum classes, ordines, genera, species, cum characteribus, differentiis, synonymis, locis (en llatí). I. 10a edició, reformada.  Laurentius Salvius, 1758.
- Livezey, B. C.; Zusi, R. L. «Higher-order phylogeny of modern birds (Theropoda, Aves: Neornithes) based on comparative anatomy. II. Analysis and discussion» (en anglès). Zoological Journal of the Linnean Society, 149, 1, 2007, pàg. 1-95. DOI: 10.1111/j.1096-3642.2006.00293.x. ISSN: 1096-3642.
- Lovette, I. J. «Avian Diversity and Classification». A: Lovette, I. J.; Fitzpatrick, J. W. Handbook of Bird Biology (en anglès). 3a edició.  Wiley, 2016, p. 7-62. ISBN 9781118291047.
- Maryańska, T.; Osmólska, H.; Wolsan, M. «Avialan status for Oviraptorosauria» (en anglès). Acta Palaeontologica Polonica, 47, 1, 2002, pàg. 97-116.
- Vila, B.; Alba, D. M. «Plomes, dinosaures i ocells. Què fou primer, la ploma o l'ocell?». Omnis Cellula, 20, 2009, pàg. 10-15.
- Weishampel, D.; Dodson, P.; Osmólska, H. The Dinosauria (en anglès). 2a edició.  University of California Press, 2004. ISBN 9780520941434.
- Xu, X.; Zhou, Z.; Wang, X.; Kuang, X.; Zhang, F.; Du, X. «Four-winged dinosaurs from China» (en anglès). Nature, 421, 2003, pàg. 335-340. DOI: 10.1038/nature01342.
- Wang, R.; Hu, D.; Zhang, M.; Wang, S.; Zhao, Q.; Sullivan, C.; Xu, X. «A new confuciusornithid bird with a secondary epiphyseal ossification reveals phylogenetic changes in confuciusornithid flight mode» (en anglès). Communications Biology, 5, 1.398, 2022, pàg. 1-13. DOI: 10.1038/s42003-022-04316-6.